# МиГ-31
МиГ-31 (по классификации НАТО — англ. Foxhound) — советский двухместный сверхзвуковой высотный всепогодный истребитель-перехватчик дальнего радиуса действия. Разработан в ОКБ-155 (ныне АО РСК «МиГ») на базе МиГ-25 в 1970-х годах. Первый советский боевой самолёт четвёртого поколения.
МиГ-31 предназначен для перехвата и уничтожения воздушных целей на предельно малых, средних и больших высотах, днём и ночью, в простых и сложных метеоусловиях, при применении противником активных и пассивных радиолокационных помех, а также ложных тепловых целей. Группа из четырёх самолётов МиГ-31 способна контролировать воздушное пространство протяжённостью по фронту до 1100 км.
Изначально истребитель разрабатывали для перехвата авиационных крылатых ракет.
Полки МиГ-31 несколько лет имели статус спецназа (СпН) в составе ПВО.

## История создания
Работы по созданию истребителя-перехватчика МиГ-31 (изделие 83, самолёт Е-155МП) начались в ОКБ-155 в 1968 году. На начальной фазе работами руководил главный конструктор А. А. Чумаченко. Затем, на этапе глубокой инженерной разработки и испытаний, — Г. Е. Лозино-Лозинский. В 1975 году, после того как Глеб Евгеньевич начал заниматься разработкой «Бурана», работы по созданию самолёта возглавил Константин Константинович Васильченко.
Боевые возможности истребителя предполагалось существенно расширить благодаря применению новейшего электронного оборудования, в частности, применяемой впервые РЛС с пассивной фазированной антенной решёткой.
МиГ-31 строился по схеме самолёта МиГ-25, но с экипажем из двух человек — лётчика и штурмана-оператора, размещавшихся один за другим.
Прототип МиГ-31 совершил свой первый полёт 16 сентября 1975 года, за его штурвалом находился лётчик-испытатель А. В. Федотов.
22 апреля 1976 года начались государственные совместные испытания (ГСИ) МиГ-31. Первый этап ГСИ завершился в декабре 1978 года. Второй этап начался в сентябре 1979 года и завершился в сентябре 1980 года.
Постановлением Совета министров СССР от 6 мая 1981 года истребитель-перехватчик МиГ-31 с РЛС РП-31 и ракетами Р-33 был принят на вооружение. Серийное производство начато в 1979 году.
МиГ-31 заменил перехватчик Ту-128.

## Техническое описание

### Конструкция планера

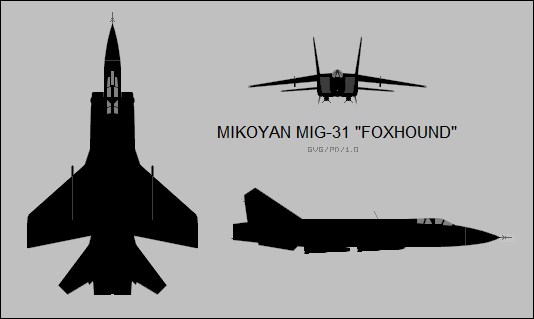

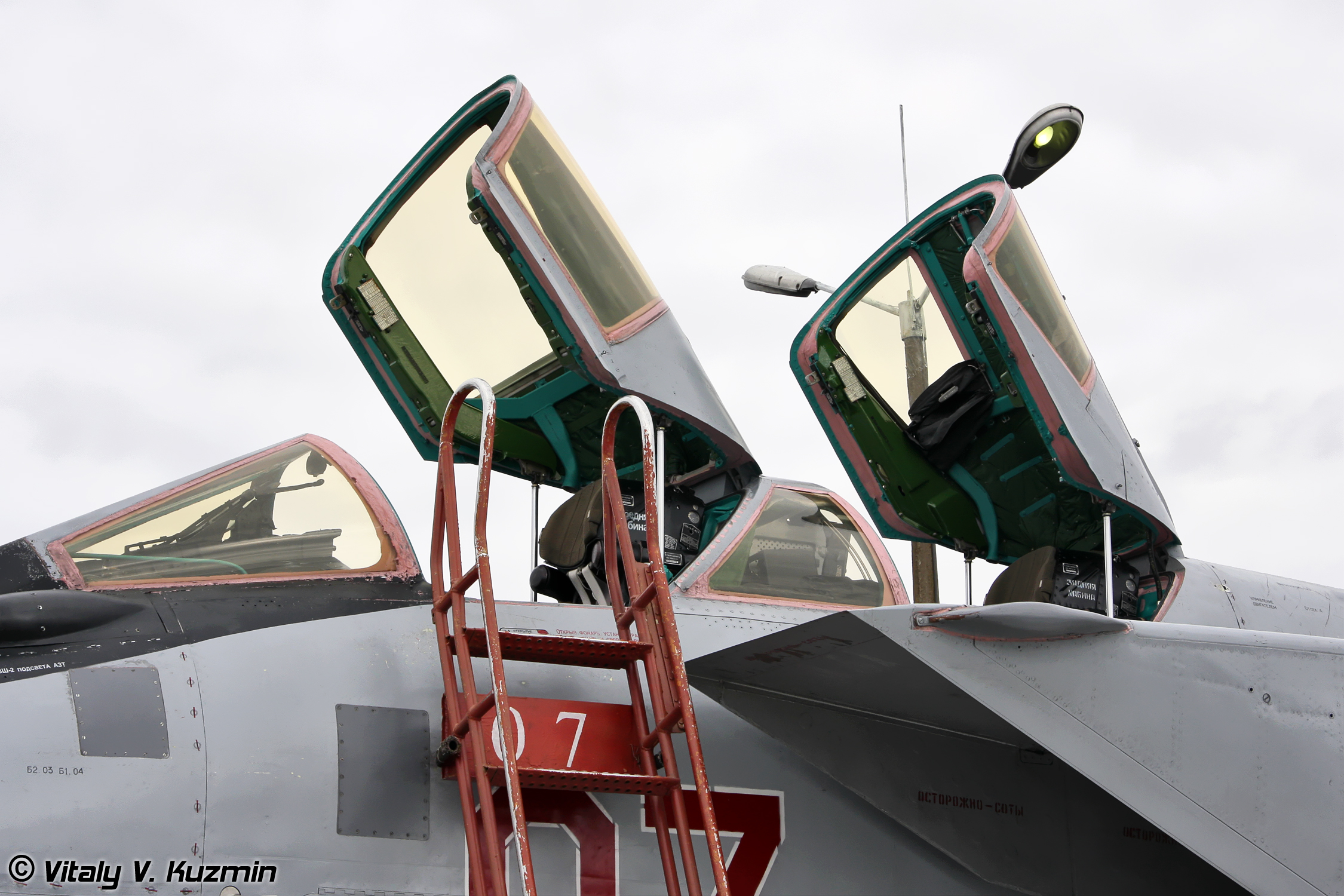

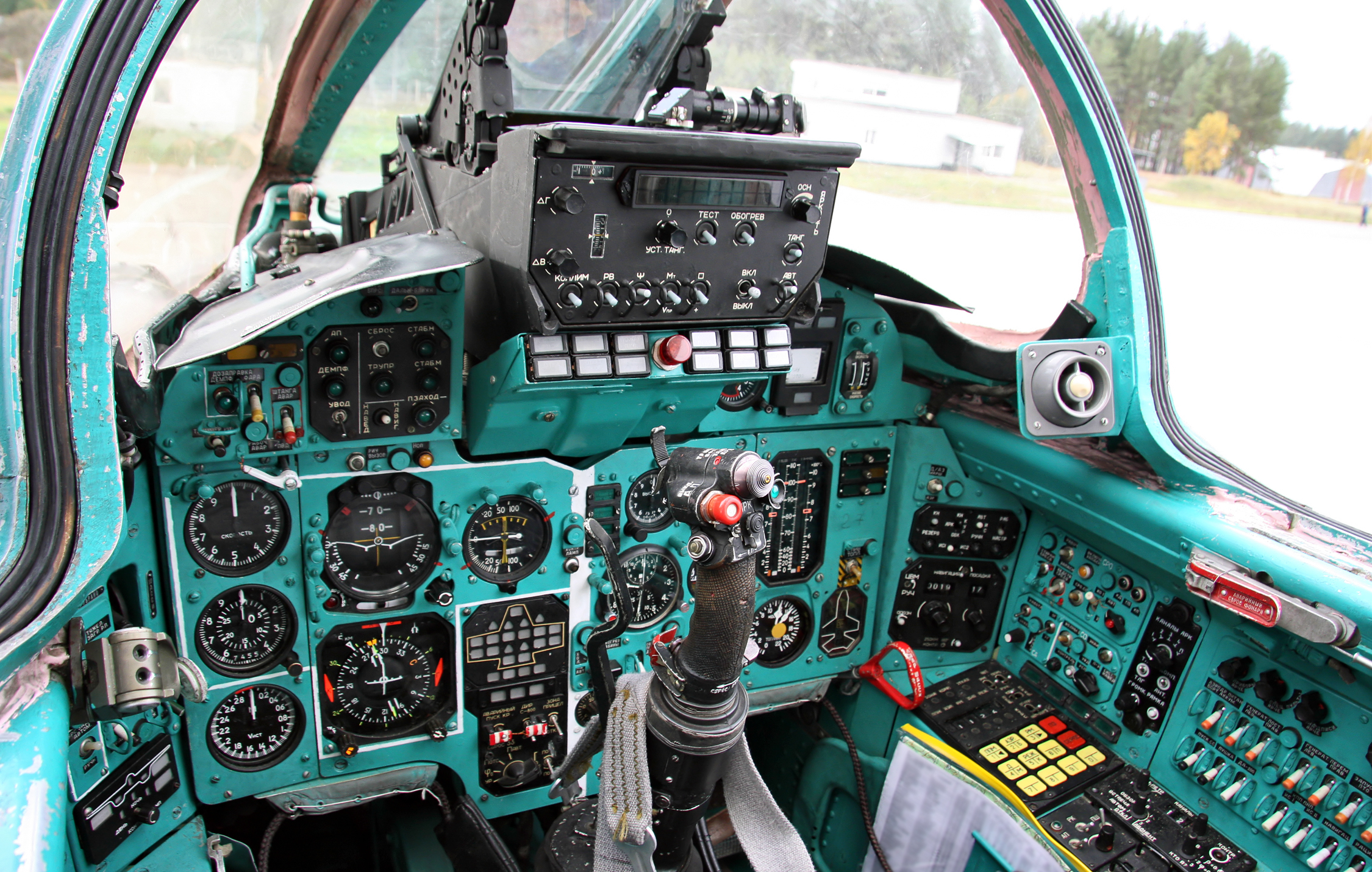

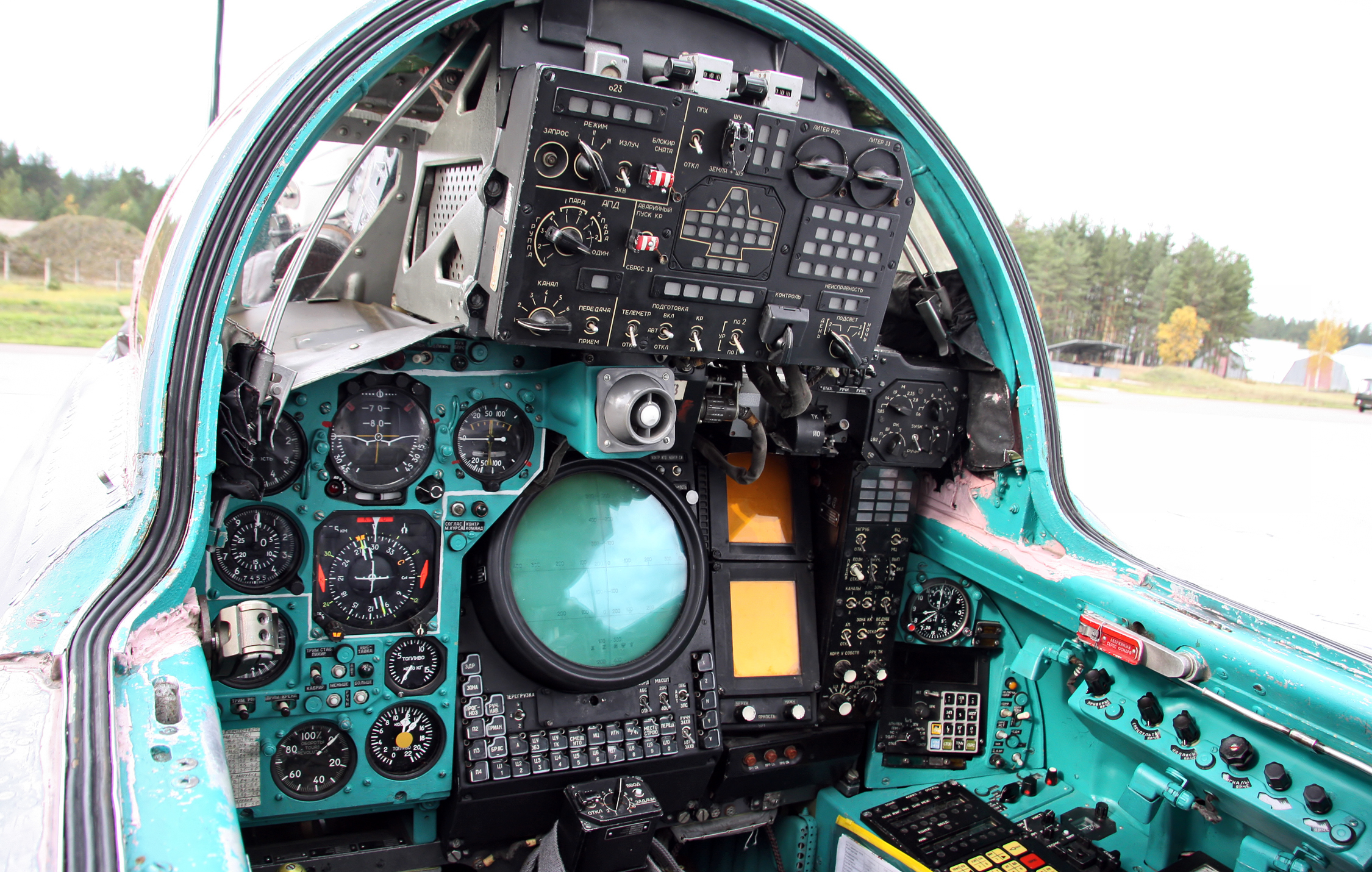

Планер самолёта МиГ-31 разработан на основе планера МиГ-25. МиГ-31 выполнен по нормальной аэродинамической схеме с высоко расположенным трапециевидным крылом, двухкилевым вертикальным и цельноповоротным горизонтальным оперением.
Фюзеляж — сварная полумонококовая конструкция с 57 шпангоутами, 15 из которых силовые. Технологически фюзеляж делится на три части: носовая, средняя и хвостовая.
Носовая часть фюзеляжа изготовлена из алюминиевых сплавов и включает отсек радиоэлектронного оборудования, кабину экипажа и закабинный отсек оборудования; спереди к носовой части пристыковывается радиопрозрачный обтекатель антенны радиолокационного прицела.
Члены экипажа располагаются тандемом, в передней кабине — лётчик, в задней — штурман-оператор. Обе кабины герметичные, отделены друг от друга прозрачной перегородкой из плексигласа толщиной 10 мм; в них установлены катапультируемые кресла К-36ДМ. Фонари кабин имеют открываемые вверх назад подвижные сегменты. Остекление боковых поверхностей фонаря выполнено из термостойкого оргстекла толщиной 10 мм, материалом козырька фонаря кабины является триплекс толщиной 36 мм с электропроводным противообледенительным слоем. Под кабиной находятся отсеки для размещения блоков прицельно-навигационного комплекса, радиосвязной аппаратуры и агрегатов электрической системы. В носовой части также расположена ниша уборки носовой опоры шасси.
Сварная средняя часть фюзеляжа, как и на МиГ-25, является основным силовым элементом планера, однако на МиГ-31 уменьшена доля деталей из нержавеющей стали из-за уменьшения максимальной скорости самолёта и меньшего нагрева силовой части конструкции. В средней части фюзеляжа находятся семь топливных баков. Сверху средней части фюзеляжа расположен гаргрот, который закрывает проводку механической части управления (тросы и жёсткие тяги).
По бокам фюзеляжа расположены воздухозаборные устройства прямоугольного поперечного сечения. Количество поступающего к двигателям воздуха регулируются нижними створками и верхним горизонтальным клином автоматически в зависимости от высоты и скорости полета.
На нижней поверхности каркаса воздухозаборных устройств размещены два тормозных щитка, одновременно являющиеся створками, закрывающими ниши основных опор шасси.
К хвостовой части фюзеляжа крепится хвостовое оперение, контейнер для двух тормозных парашютов и форсажные камеры сгорания. Также здесь находятся три теплоизолированных отсека для агрегатов топливной и гидравлической систем, и систем управления.
Корпус МиГ-31 является несущим и может создавать дополнительную подъёмную силу до 25 %, ракеты полуутоплены в корпус. Доля стали 50 %, титана — 16 %, алюминиевых сплавов — 33 %.
Крыло — трёхлонжеронное трапециевидное в плане с углом стреловидности по передней кромке 41° имеет корневой наплыв с углом стреловидности 70°. Силовой набор крыла состоит из трёх лонжеронов, нервюр и стрингеров. На верхней поверхности каждой консоли крыла установлен аэродинамический гребень. Консоли крыла крепятся к фюзеляжу в шести точках каждая. На нижней поверхности консолей крыла, под каждой плоскостью, имеются точки подвески двух пилонов для пусковых устройств вооружения. На внешних подкрыльевых пилонах предусмотрена подвеска двух внешних баков ёмкостью по 2500 литров.
Механизация крыла — щелевые закрылки, элероны и по всей длине консоли четырёхсекционные отклоняемые носки с углом отклонения 13°. Угол отклонения элеронов +/-20 градусов. Угол отклонения закрылков 30 градусов. Элероны имеют осевую аэродинамическую компенсацию и снабжены противофлаттерными грузами в носках.
Хвостовое оперение — двухкилевое с цельноповоротным стабилизатором и двумя подфюзеляжными гребнями.
Консоли цельноповоротного горизонтального оперения могут отклоняться как синхронно (для управления по тангажу), так и дифференциально (для управления по крену).
Двухкилевое вертикальное оперение, установленное с углом развала 8°, оснащено рулями направления. Для повышения путевой устойчивости под хвостовой частью фюзеляжа с развалом в 12° расположены аэродинамические гребни. Кили с рулями направления по конструкции идентичны друг другу, но отличаются расположением радиопрозрачных обтекателей антенн. К хвостовой части фюзеляжа каждый киль крепится в трёх точках.
Шасси — трёхопорное, убираемое с помощью гидравлики. Передняя опора двухколёсная (размер колеса 660х200 мм) убирается назад по полёту. За её колёсами установлен грязеотбойный щиток, уменьшающий вероятность попадания в воздухозаборное устройство посторонних предметов при движении по аэродрому. Основные опоры шасси самолёта оснащены тележкой с двумя колёсами размерами 950×300 мм. Заднее колесо основной опоры расположено со сдвигом во внешнюю сторону относительно переднего. Такая конфигурация улучшает проходимость на грунтовых и ледовых аэродромах, поскольку каждое колесо имеет свою линию пути. Основные опоры убираются в отсеки фюзеляжа против полёта. Все колёса оснащены тормозами.
Система управления самолётом — трёхканальная, обеспечивает пилотирование как в ручном режиме, так и в автоматическом по командам от системы автоматического управления САУ-155. Для отклонения стабилизатора и рулей направления служат необратимые гидроусилители. Проводка управления от командных органов к гидроусилителям с помощью жёстких тяг. Имитация усилий на ручке управления в канале тангажа осуществляется с помощью загрузочного механизма. Во всех каналах установлены механизмы триммерного эффекта. Управление двойное, в кабине штурмана установлены основные органы управления и телескопически выдвигаемая ручка управления.
Система аварийного спасения — состоит из катапультных кресел К-36ДМ и пиротехнической системы управления сбросом фонарей кабины лётчика и штурмана. Кресло оснащено двухступенчатым комбинированным стреляющим механизмом, механизмом ввода парашюта, подвесной спасательной системой с 28-стропным парашютом и системой стабилизации с двумя парашютами. На кресле смонтированы кислородная система, носимый аварийный запас, спасательный надувной плот и автоматический радиомаяк.

### Двигатели

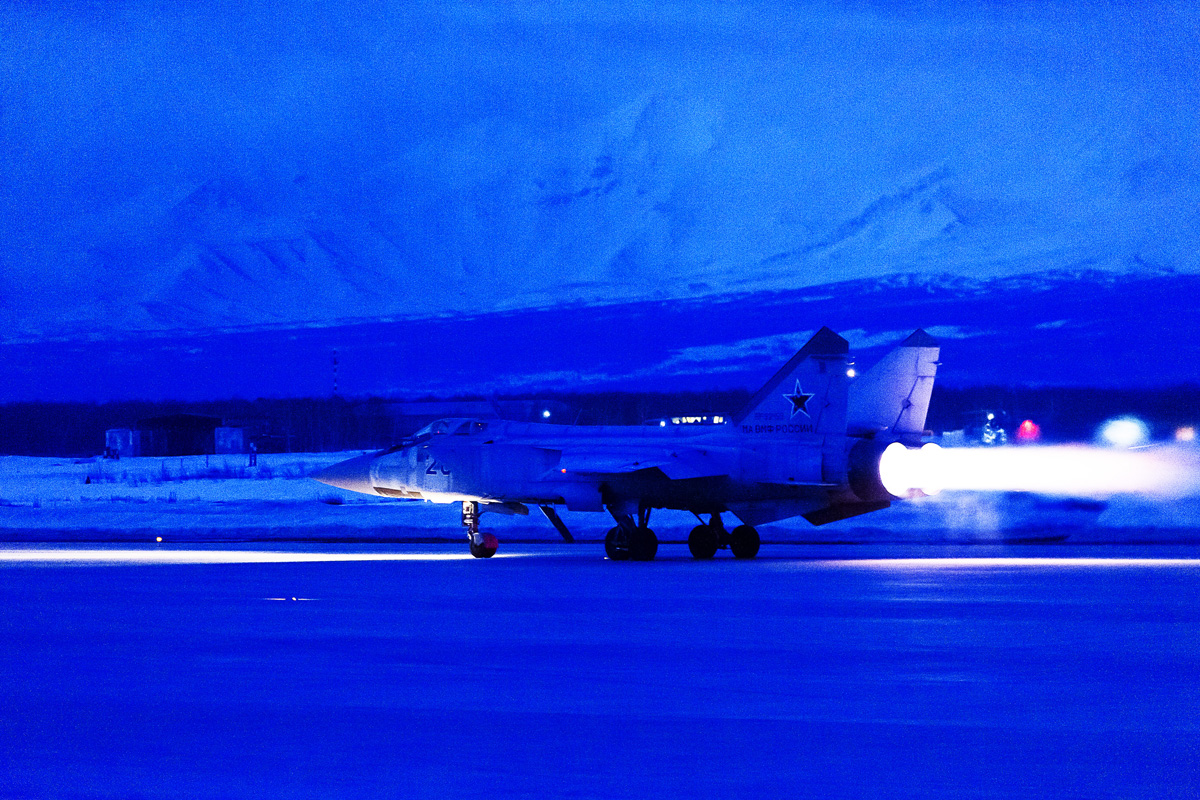
Форсажный режим двигателей МиГ-31БМ, используемый при взлете и наборе высоты

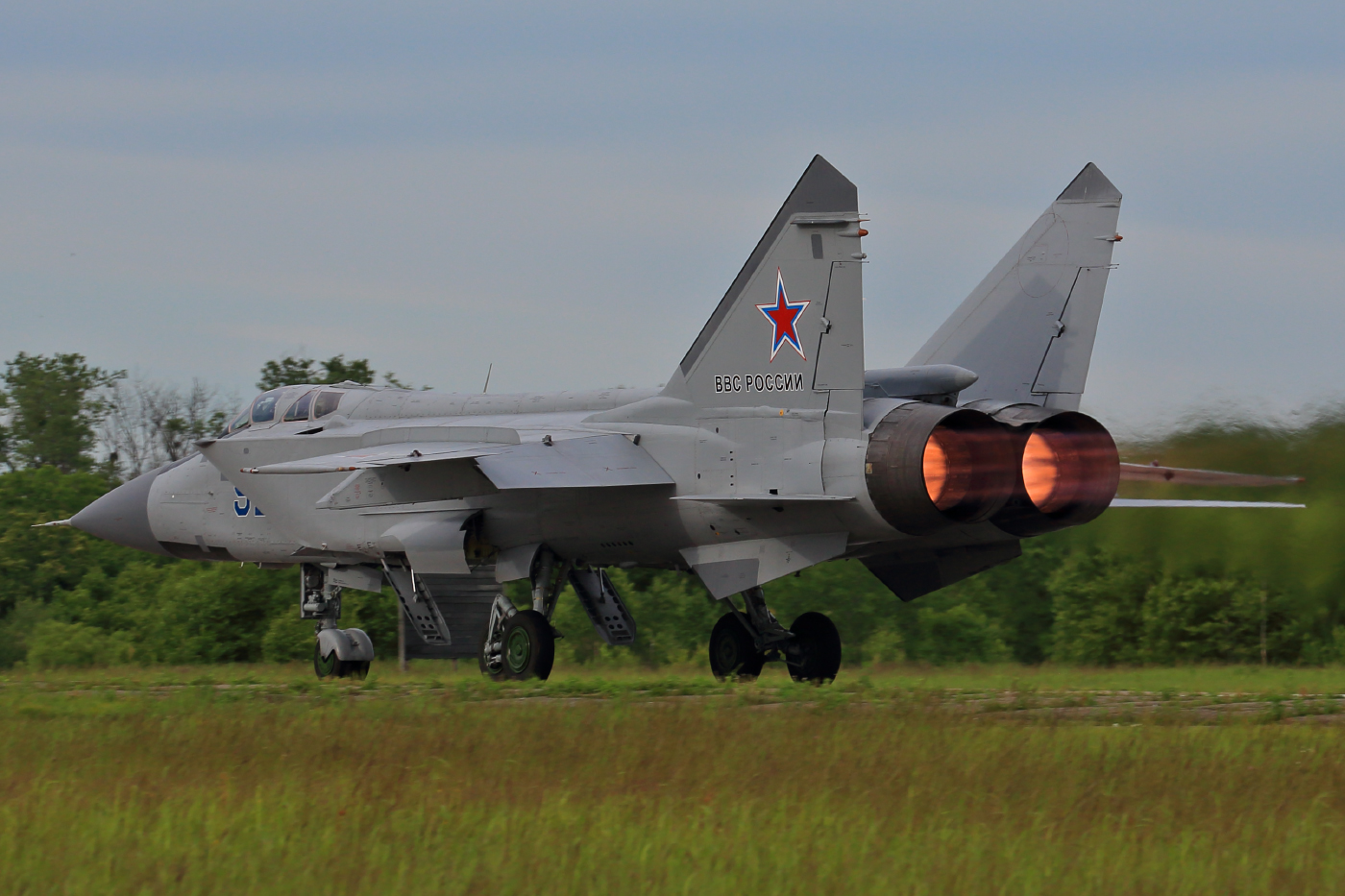

Двигатели Д-30Ф6 (1979 г.) были разработаны на основе гражданского Д-30 от Ту-134 (1967 г.), с форсажной камерой и соплом, двигатель модульный; степень двухконтурности 0,57.
Двигатель имеет пятиступенчатый компрессор низкого давления, десятиступенчатый компрессор высокого давления, трубчато-кольцевую камеру сгорания, двухступенчатые турбины высокого и низкого давления. Максимальная температура газов на входе в турбину составляет 1660 К.
Форсажная камера снабжена кольцами, обеспечивающими стабильность горения, сверхзвуковое сопло имеет в расширяющейся части специальные пластинчатые клапаны для впуска воздуха и устранения пульсаций давления в выхлопной струе газов. Для запуска форсажной камеры применяется метод впрыска топлива «огневая дорожка». В процессе создания у двигателя наблюдалось виброгорение в форсажной камере, проблему решили установкой «пятого объединённого коллектора».
В двигателе применены сплавы титана, никеля и стали. Сухая масса двигателя — 2416 кг.
Воздухозаборники двигателей — боковые, увеличенного, по сравнению с МиГ-25, сечения; количество поступающего к двигателям воздуха регулируется нижними створками и верхним горизонтальным клином автоматически в зависимости от высоты и скорости полёта.
Топливо расположено в семи фюзеляжных, четырёх крыльевых и двух килевых баках общей емкостью 18 300 литров. Предусмотрена подвеска под крылом, на внешних пилонах, двух сбрасываемых топливных баков емкостью по 2500 литров каждый.

### Вооружение
В обтекателе с правого борта фюзеляжа установлена шестиствольная автоматическая пушка калибра 23 мм, с боекомплектом 260 снарядов, На нижней поверхности средней части фюзеляжа установлены четыре управляемые ракеты большой дальности. Дальность стрельбы 120 км, диапазон применения по высоте от 25 м до 28 000 м. Ракеты размещаются на пусковых устройствах в полуутопленном положении. На четырёх подкрыльевых пилонах предусмотрена подвеска ракет с инфракрасными головками самонаведения.

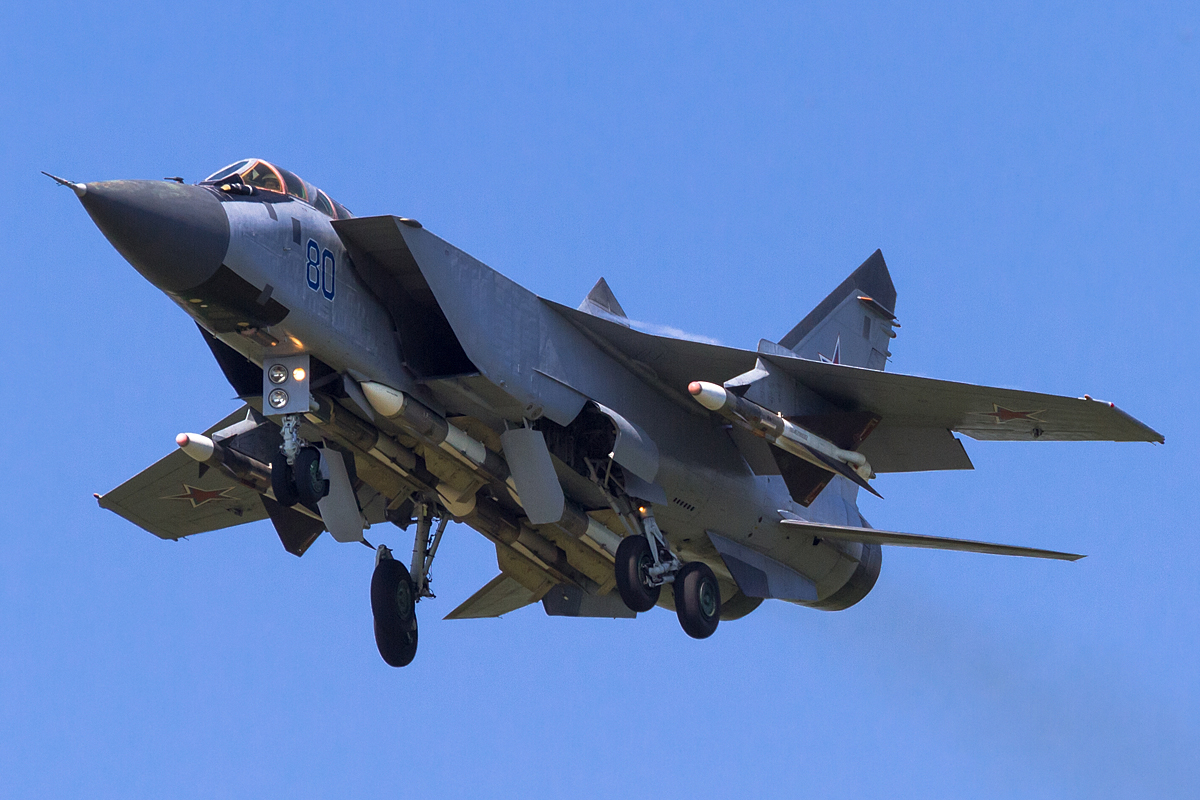

### Система управления вооружением
Основу системы управления вооружением самолёта МиГ-31 составляет импульсно-доплеровская радиолокационная станция (БРЛС) с пассивной фазированной антенной решёткой (ПФАР) РП-31 Н007 «Заслон» разработки НИИ Приборостроения (г. Жуковский). МиГ-31 стал первым в мире истребителем, оснащённым БРЛС с фазированной антенной решёткой (ФАР) и оставался единственным таким серийным истребителем с 1981 по 2000 год (до поступления на вооружение французского истребителя Dassault Rafale и F-15C c активной ФАР AN/APG-163(V)2). РЛС получила три канала работы, обнаружение, подсвет цели, определение госпринадлежности. Свойство, которым обладала только система управления стрельбой палубного истребителя F-14.
Самолёты ДРЛОиУ А-50 и МиГ-31 могут автоматически обмениваться между собой целеуказанием. МиГ-31 может наводить на цель наземные комплексы ПВО.

#### РЛС «Заслон»
РП-31 Н007 «Заслон» разработана НИИ Приборостроения (г. Жуковский). Принята на вооружение в 1981 году. РЛС выполняет задачи: автоматическое обнаружение и сопровождение целей и наведение на них ракет.
- Дальность обнаружения воздушной цели типа «бомбардировщик» (ЭПР = 19 м², с вероятностью 0,5) в переднюю полусферу: 200 км.
- ЭПР 5 м² — 180 км[13].
- Дальность обнаружения воздушной цели типа «истребитель» (ЭПР = 3 м², с вероятностью 0,5) в заднюю полусферу: 35 км[14][15].

по горизонтали 140°, по вертикали от −60° до +70°.
- Количество обнаруживаемых целей: 24.
- Канальность для ЦУ — 8, кроме того автоматически выбираются 4 приоритетные.
- Дальность автоматического сопровождения — 120 км, как и дальность поражения[13].
- Обнаружение тепловых целей: 56 км.

В частности (обнаружение): F-16 — 120 километров, В-1В — 200 километров.
Угловая зона одновременного обстрела ракетами нескольких целей для МиГ-31 составляет 18200 квадратных градусов (для F-14 только 420 кв°).
Ракеты большой дальности могут наводиться на цель в диапазоне чуть менее чем +/- 120 градусов (Ф-14 только +/- 20).

#### РЛС «Заслон-М»
Проект закончен в 1998 году, поступление в войска — с 2008 года. На модернизированном самолёте МиГ-31БМ максимальная дальность обнаружения воздушных целей увеличена до 320 км, поражения — до 280 км, это недоступно никакому другому истребителю, в сравнении, максимальная дальность поражения у ближайшего конкурента по дальности F/A-18 Super Hornet меньше на 100 километров. На автоматическое сопровождение принимаются до десяти целей, а новейшие комплексы «Заслона» отслеживают до двадцати четырёх целей и одновременно могут атаковать до восьми целей. Бортовой компьютер «Аргон-К» (НИИ «Аргон») выбирает из них четыре наиболее важные, на которые одновременно могут наводиться четыре ракеты «воздух-воздух» большой дальности Р-33 (Р-33С).
Наибольшая дальность обнаружения для цели с ЭПР 20 м² — 400 км, для ЭПР 5 м² — 282 км.

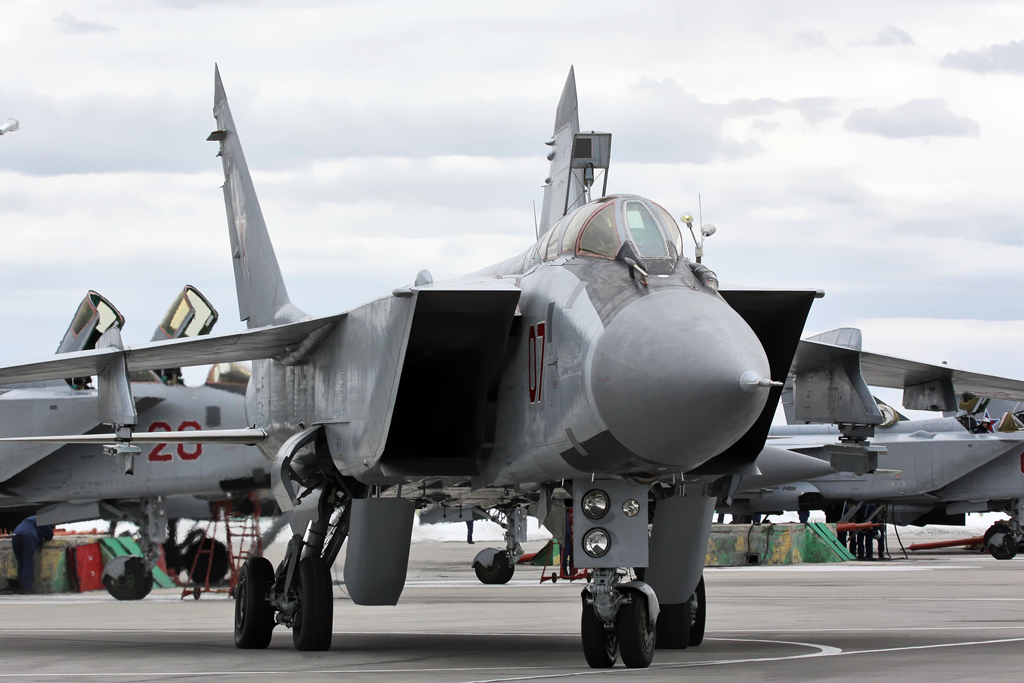
МиГ-31БМ из состава 790 истребительного ордена Кутузова III степени авиационного полка, авиабаза Хотилово

Дополнительным средством обнаружения воздушных целей является теплопеленгатор 8ТП, который размещён под носовой частью фюзеляжа (дальность обнаружения, в зависимости от состояния атмосферы и степени «нагретости» цели, до 56 км). В полётном положении теплопеленгатор убран в фюзеляж, а в рабочем — выпускается в поток. Он сопряжён с РЛС и предназначен для пассивного обзора воздушного пространства, а также для выдачи целеуказания ракетам Р-40ТД и Р-60 с ТГС.
Пилотажно-навигационное оборудование самолёта МиГ-31 включает систему автоматического управления САУ-155МП и прицельно-навигационный комплекс КН-25 с двумя инерциальными системами ИС-1-72А с цифровым вычислителем «Манёвр», радиотехнической системой ближней навигации «Радикал-НП» (А-312) или А-331, радиотехнической системой дальней навигации А-723 «Квиток-2». Дальняя радионавигация осуществляется посредством двух систем: «Тропик» (аналогична системе «Лоран») и «Маршрут» (аналог — система «Омега»). В состав бортового комплекса обороны входят станция предупреждения об облучении СПО-15СЛ, аппаратура постановки электромагнитных и инфракрасных помех.

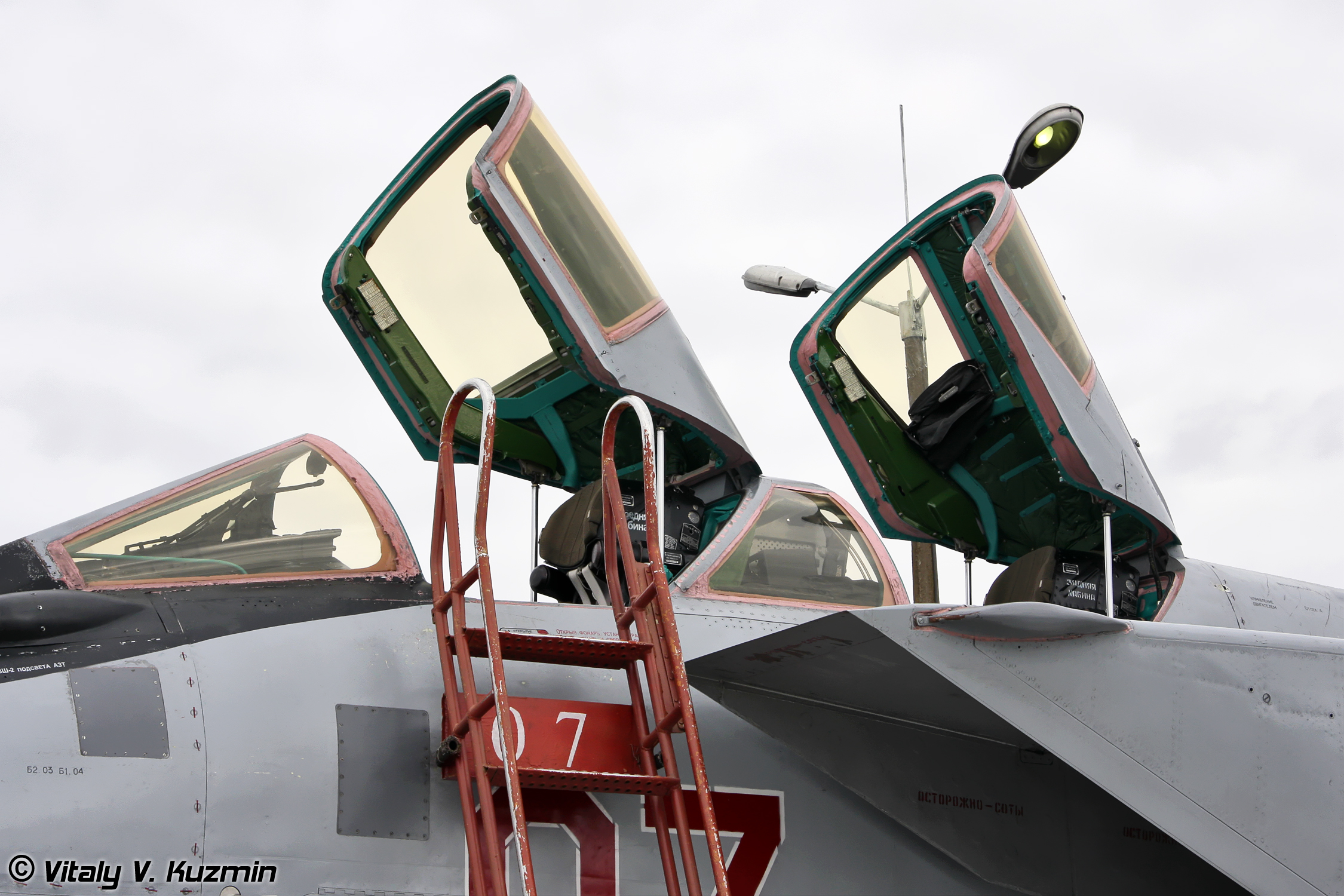

Самолёт оснащён средствами радиоэлектронной борьбы радиолокационного и ИК диапазонов. Перехватчик МиГ-31 способен выполнять боевые задачи, взаимодействуя с наземной автоматизированной цифровой системой управления (АСУ «Рубеж»), работающей в режимах дистанционного наведения, полуавтономных действий (координатная поддержка), одиночно, а также в составе группы из четырёх самолётов с автоматическим внутригрупповым обменом информации. Цифровая помехозащищённая система связи обеспечивает автоматический обмен тактической информацией в группе из четырёх перехватчиков, удалённых один от другого на расстояние до 200 км (для наземных пунктов дальность до 2000 км) и наведение на цель группы истребителей, имеющих менее мощное БРЭО (в этом случае самолёт выполняет роль пункта наведения или ретранслятора). МиГ-31 способен наводить на цели до четырёх самолётов Миг-23/29, Су-19/27 без включения радиолокаторов этих самолётов. Это единственный боевой самолёт, способный эффективно перехватывать малоразмерные низколетящие крылатые ракеты. Цифровой помехозащищённый радиоканал АК-РЛДН обеспечивает двусторонний обмен тактической информацией с наземным КП. Цифровая помехозащищённая аппаратура АПД-518 позволяет обмениваться на удалении до 200 км данными о воздушной обстановке с самолётами, имеющими устройства сопряжения с аппаратурой АПД-518 (МиГ-31, Су-27, МиГ-29, А-50). Возможно восстановление полной картины воздушной обстановки, получаемой по результатам работы четырёх РЛС и восстановление информации триангуляционным или кинематическим методами. Всё это делает Миг-31 не просто перехватчиком, но и летающим штабом для ВВС и ПВО, одновременно выполняющим роль ДРЛО.

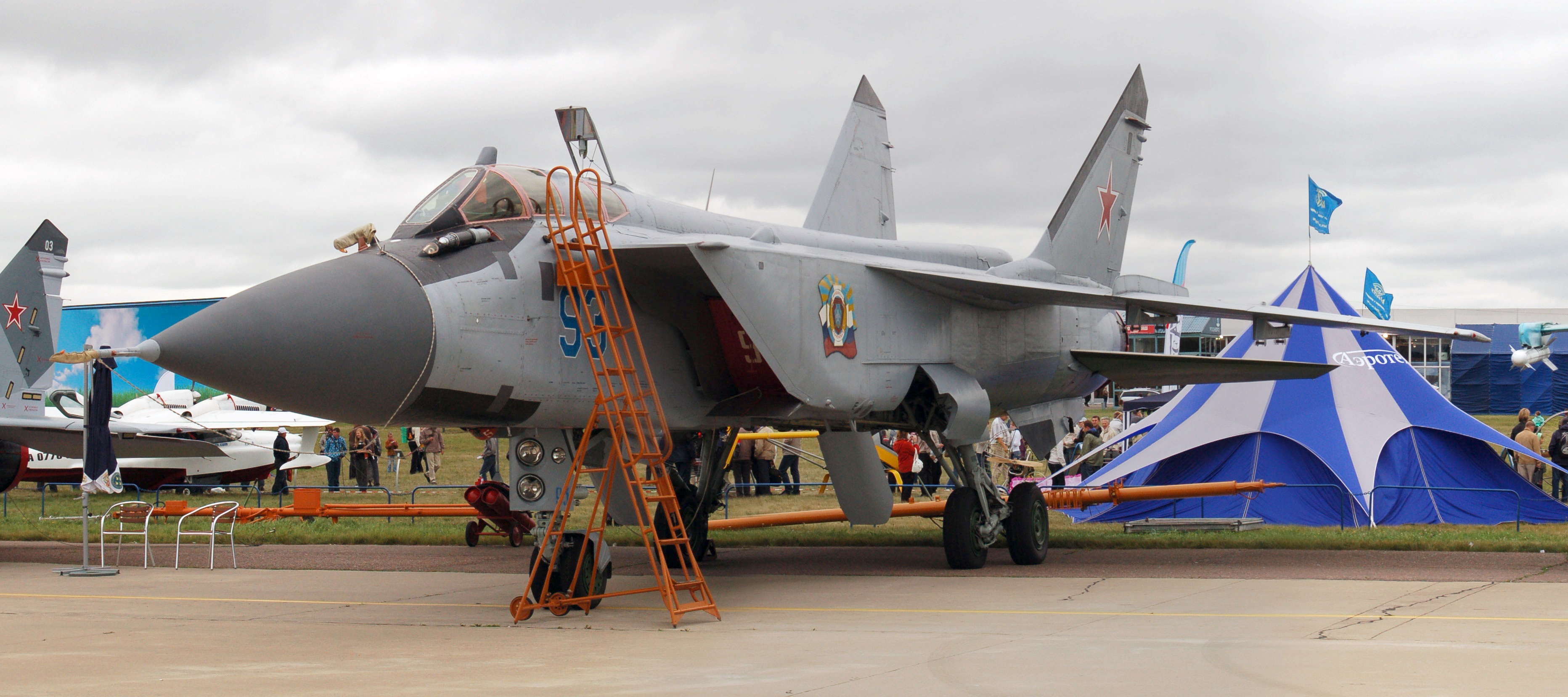
МиГ-31БМ на МАКС-2009

#### Принципиальные отличия версии МиГ-31БМ
Бортовой радиолокационный комплекс МиГ-31БМ способен одновременно обнаруживать до двадцати четырёх воздушных целей, восемь из которых могут быть одновременно обстреляны ракетами Р-33С. Улучшены другие характеристики комплекса.
Модернизированные варианты самолёта могут оснащаться противорадиолокационными ракетами Х-31П, Х-25МП или X-25МПУ (до шести единиц), противокорабельными УР X-31А (до шести), ракетами класса воздух-поверхность Х-29Т и Х-59 (до трёх) или X-59М (до двух единиц), до шести корректируемых авиабомб КАБ-1500 или до восьми КАБ-500 с телевизионным или лазерным наведением. C 2018 года оборудован гиперзвуковыми ракетами типа «Кинжал» (МиГ-31К). Максимальная масса боевой нагрузки составляет 9000 кг.
АО «Русская авионика» разработала для него принципиально новую компоновку обеих кабин. Основным недостатком прежней компоновки являлось отсутствие у лётчика информации о тактической обстановке: командир не знал, что делает штурман. Теперь в передней кабине с правой стороны приборной доски установлен многофункциональный ЖК-индикатор размером 6×8 дюймов (аналогичный использованному на МиГ-29СМТ). Более существенным изменениям подверглась кабина штурмана-оператора, в которой расположено три таких индикатора, на которые может выводиться самая разнообразная информация (тактическая, навигационная, радиолокационная, изображения с телекамер управляемых средств поражения и тому подобное). Самолёт получил также индикатор на лобовом стекле, заменивший прежний ППИ.
Навигационный комплекс, которым оснащается модернизированный МиГ-31БМ, в значительной степени унифицирован с МиГ-29СМТ (в его состав входит приёмник спутниковой навигации). В результате доработки парка истребителей МиГ-31 отечественные ВВС получили практически новый самолёт, имеющий широкий спектр боевого применения. Скорость цели соответствует M = 6.
На экспортном варианте этого истребителя — МиГ-31ФЭ — могут устанавливаться и интегрироваться с российскими системами образцы вооружения и оборудования западного производства.
Срок службы самолёта после капитального ремонта и модернизации до уровня БМ не менее 15 лет.

### Дальность полёта
Для МиГ-31 с четырьмя ракетами и двумя подвесными баками, пуском ракет на середине пути, сбросом подвесных баков после их выработки и выпущенной ПМК дозвуковая практическая дальность и продолжительность полёта составляют соответственно 3000 км и 3 часа 38 минут.
Дозвуковая практическая дальность и продолжительность без подвесных баков и убранной ПМК составляет:
- без ракет: дальность — 2480 км, продолжительность — 2 часа 44 минуты;
- с четырьмя ракетами и пуском их на середине пути: дальность — 2400 км, продолжительность — 2 часа 35 минут;
- с четырьмя ракетами: дальность — 2240 км, продолжительность — 2 часа 26 минут.

В 2013 году экипажи 14-й армии ВВС и ПВО Центрального военного округа установили рекорд длительности беспосадочного перелёта на истребителях МиГ-31БМ, проведя в небе 7 часов 4 минуты. Дальность перелёта составила более 8000 км с тремя дозаправками топливом в воздухе.

## Модификации
С момента выпуска МиГ-31 также разработаны многочисленные модификации самолёта:
| Название модели          | Краткие характеристики, отличия. |
| ------------------------ | --- |
| МиГ-31Б                  | Серийная модификация МиГ-31, оснащённая системой дозаправки в воздухе; поступил на вооружение в 1990 году. |
| МиГ-31БС                 | МиГ-31, модернизированный до уровня МиГ-31Б, без штанги дозаправки в воздухе. |
| МиГ-31БСМ                | Модернизация МиГ-31БС 2014 года без штанги дозаправки в воздухе. |
| МиГ-31БМ                 | Модернизация 1998 года, современная версия МиГ-31 для ВВС России. Планируется до 2020 года модернизировать 60 МиГ-31 в МиГ-31БМ. В 2008 году завершён первый этап ГСИ, второй этап в 2012.Б. Модернизированные самолёты получат новую систему управления вооружением и БРЛС, что позволит обнаруживать цели на дальности до 320 километров и одновременно сопровождать до десяти воздушных целей.         |
| МиГ-31Д                  | Опытная модификация истребителя, способная нести противоспутниковую ракету 79М6 «Контакт» для поражения низколетящих орбитальных объектов. Истребители работали во взаимодействии с наземным радиооптическим комплексом распознавания космических объектов «Крона». В связи с развалом СССР серийно не строились, три истребителя МиГ-31Д отошли Казахстану, дальнейшая судьба этих самолётов неизвестна. |
| МиГ-31ДЗ                 | Серийный истребитель-перехватчик, оборудованный системой дозаправки в воздухе (расположение системы дозаправки в воздухе аналогично МиГ-31Б). Оборудование РЭО (РЛС) не подлежит модернизации до изделия БМ. После модернизации индекс ДЗ не изменяется, оборудование остаётся неизменным. |
| МиГ-31И (изделие «Ишим») | Самолёт предназначен для воздушного старта небольших космических аппаратов массой 120—160 кг на орбиты 600—300 км. |
| МиГ-31К                  | Носитель ракеты «Кинжал». |
| МиГ-31ЛЛ                 | Летающая лаборатория в Жуковском. |
| МиГ-31М                  | Модернизированный в 1993 году истребитель-перехватчик с усиленными вооружением, РЛС, БРЭО; имел характерную «округлую наружу» форму корневых наплывов, уменьшена площадь остекления кабины оператора и справа перед фонарём установлена убирающаяся штанга системы дозаправки в воздухе. Серийно не производился.                                                                                         |
| МиГ-31Ф                  | Многоцелевой фронтовой истребитель, предназначенный также для атак наземных целей (проект принципиально нового самолёта). |
| МиГ-31ФЭ                 | Экспортный вариант самолёта МиГ-31БМ. Серийно не производился. |
| МиГ-31Э                  | Экспортный вариант с упрощённым БРЭО. Серийно не производился. |

## Лётно-технические характеристики

Три проекции МиГ-31

### Технические характеристики
| Параметр                    | Показатель                         |
| --------------------------- | ---------------------------------- |
| Экипаж                      | 2 человека                         |
| Полная длина                | 22690 мм                           |
| Длина фюзеляжа:             | 20620 мм                           |
| Размах крыла                | 13460 мм                           |
| Площадь крыла               | 61,62 м²                           |
| Колёсная база шасси         | 7110 мм                            |
| Ширина колеи                | 3640 мм                            |
| Масса пустой машины         | 21820 кг                           |
| Масса в полной заправке     | 39150 кг                           |
| Максимальная взлётная масса | 46750 кг                           |
| Полезная нагрузка           | 5000 кг на 8 крепёжных элементах   |
| Запас топлива               | 17730 кг (21888 литров)            |
| Двигатели                   | 2 ТРДДФ Д30Ф6                      |
| Тяга без форсажа/на форсаже | 9500/15500 КГС с каждого двигателя |
| Масса мотора                | 2146 кг каждый двигатель           |
| Максимальная перегрузка     | 5G                                 |

### Лётные характеристики
- Максимальная допустимая скорость:

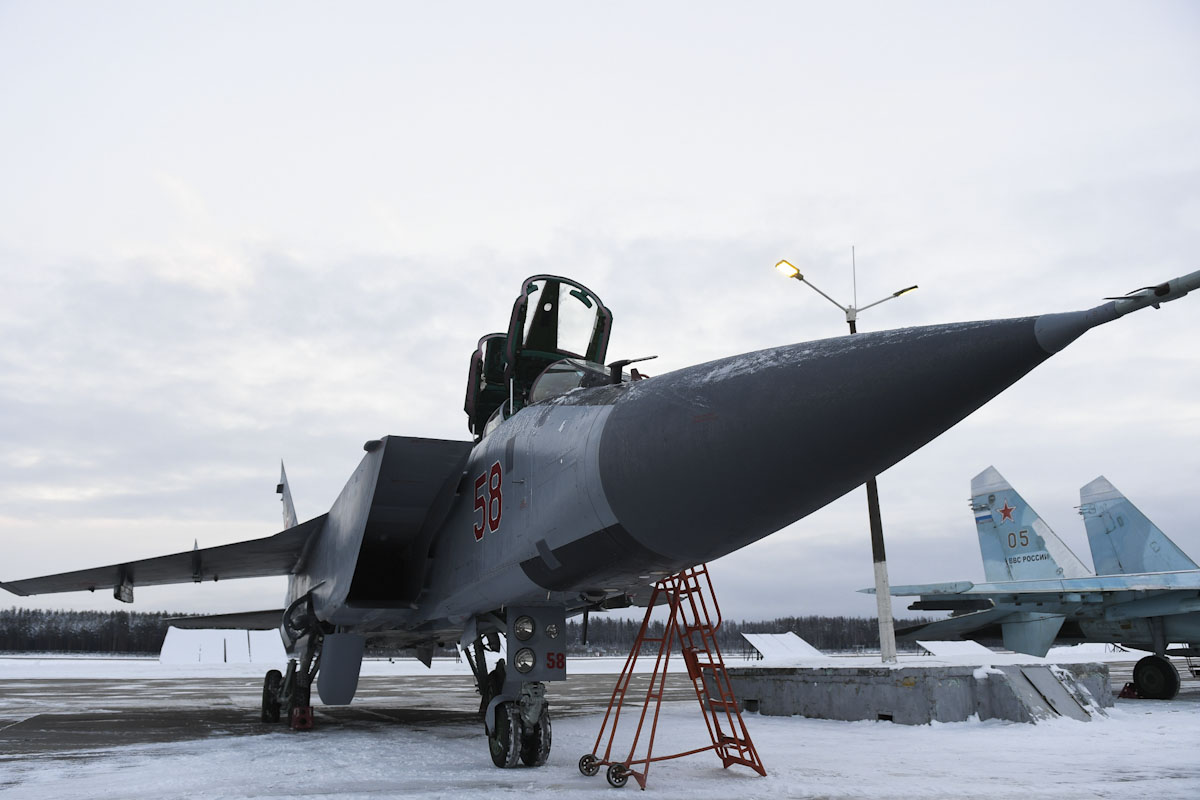
МиГ-31ДЗ 790-го истребительного авиационного полка на авиабазе Хотилово. 13 января 2019 года.

  - на большой высоте: 3100 км/ч (M=2,8) МиГ-31БМ, 3000 км/ч (M=2,7) МиГ-31
  - на малой высоте: 1500 км/ч (M=1,25)
- Крейсерская скорость:
  - дозвуковая: 950 км/ч (M=0,9)
  - сверхзвуковая: 2500—2800 км/ч (M=2,3-2,55)
- Посадочная скорость: 280 км/ч
- Боевой радиус:
  - на высоте 10000 м, при M=0,8: 1450 км[15]
  - на высоте 18000 м, при М=2,35: 720 км
- Практическая дальность полета с 4хР-33Э и 2хПТБ, км:
  - без дозаправки: до 3000 км[33]
  - с одной дозаправкой: до 5400 км[33]
- Продолжительность полёта: до 3,3 ч
- Практический потолок:
  - до 30000 м (динамический)
  - до 22500 м[34] (практический)
- Нагрузка на крыло:
  - с полной заправкой: 635 кг/м²
  - при максимальной взлётной массе: 759 кг/м²
- Тяговооружённость:
  - с полной заправкой: 0,79
  - при максимальной взлётной массе: 0,66
- Скороподъёмность:[35][36]
  - у земли 160 м/с:
  - на сверхзвуке, на Н=11 км: 250 м/с
- Разбег: 950—1200 м
- Пробег: 800 м

### Вооружение
Один из вариантов комплекта вооружения:
- одна 23 мм пушка ГШ-6-23М (260 снарядов);
- боевая нагрузка — 3000 кг;
- 4 УР большой дальности Р-33;
- 2 УР средней дальности Р-40Т;
- 4 УР малой дальности Р-60. Р-60М[13].

Применяемые ударные комплексы:
- Пушечный:
  - 1×6-23мм ГШ-6-23:
    - боекомплект: 260 снарядов;
    - скорострельность:
      - при НУ: не менее 8000/мин.
      - при t = −60 °C: не менее 6400/мин.
- Ракетный на шести точках подвески (дополнительно две точки подвески для ПТБ):

четыре точки на корпусе и четыре на пилонах на крыльях допускают, в зависимости от конкретного применяемого боеприпаса, до четырёх ракет большой дальности + ещё до четырёх ракет средней или малой дальности (в том числе четыре ракеты большой дальности и четыре средней Р-77);
- ракеты класса воздух-воздух:
  - большой дальности: четыре[23] Р-33 до 304 км (2012)[38], шесть Р-37[39] для борьбы с целями, маневрирующими с перегрузкой до 8G[5] (? штук) Р-33 с дальностью 120 км (1981) и Р-33С 160 км (1999)[40];
    - средней дальности: две[23],[24]Р-40, с 1999 используется только Р-40РД, дальность 80 км, скорость ракеты 4,5-5Мах, высота цели 0,5-30 км, маневрирование цели 4G[41], четыре Р-77, дальность 110 км, маневрирование цели 12G[42];
    - малой дальности: четыре Р-60(М), четыре Р-73 инфракрасного спектра и четыре Р-74М[43].
- ракеты класса воздух-поверхность:
  - большой дальности: одна аэробаллистическая ракета «Кинжал» с радиусом действия комплекса более 2000 км[44], испытаны на дальность более 1000 км[45].

Возможен огонь средствами воздух-поверхность. Бомбы с лазерным наведением массой 500 кг, противорадиолокационные / противокорабельные ракеты Х-31П (до 160 км) и Х-58. Максимальная масса боевой нагрузки — 9 т.

## На вооружении

### Операторы
- Россия — 141 МиГ-31 (109 БМ, около 23 К и 9 Б/БС)
  - ВВС РФ — 88 МиГ-31БМ и около 23 МиГ-31К по состоянию на 2024 год[46]
  - МА ВМФ РФ — 9 МиГ-31Б/БС и 21 МиГ-31БМ по состоянию на 2024 год[47]
- Казахстан:
  - Силы воздушной обороны Республики Казахстан — 31 МиГ-31Б/МиГ-31БМ на 2024 год (все на хранении, выставлены на продажу)[48]

## Базирование и эксплуатация
- 45-я армия ВВС и ПВО — 20 МиГ-31БМ, по состоянию на 2016 год[49]
- 6-я армия ВВС и ПВО — 31 МиГ-31, по состоянию на 2016 год[50]
- 14-я армия ВВС и ПВО — 50 МиГ-31Б/МиГ-31БС/МиГ-31БМ, по состоянию на 2016 год[50]; 6 МиГ-31БСМ поступило в апреле 2017 года[51]
- Военно-морская авиация — 12 МиГ-31Б/БС, по состоянию на 2016 год[52]
- 11-я армия ВВС и ПВО — 20 МиГ-31Б/БС, по состоянию на 2016 год[53]
- 10 МиГ-31К на опытно-боевом дежурстве в Южном военном округе с 1 декабря 2017 года.

Перехватчики базируются:
- 790-й истребительный авиационный полк — аэродром совместного базирования Хотилово (возле города Бологое, Тверская область) (24 ед. МиГ-31БСМ и МиГ-31БМ);
- эскадрилья — 3958-я авиабаза Саваслейка (возле Мурома) (14 ед. МиГ-31БМ и МиГ-31БСМ);
- 764-й истребительный авиационный полк — аэродром совместного базирования Большое Савино (Пермь) (МиГ-31, МиГ-31ДЗ , МиГ-31БС,);
- 712-й гвардейский истребительный авиационный полк — Канск (возле города Канск, Красноярский край) (МиГ-31БМ)
- 22-й гвардейский истребительный авиационный полк — Центральная Угловая (Приморский край) (14 ед. МиГ-31, МиГ-31ДЗ, МиГ-31БС и МиГ-31БСМ)
- 317-й отдельный смешанный авиационный полк — аэродром совместного базирования Елизово (Петропавловск-Камчатский) (около 30 ед. МиГ-31 и МиГ-31ДЗ)
- 98-й отдельный смешанный авиационный полк — аэродром Мончегорск (Мурманская область) (14 ед. МиГ-31БМ).[источник не указан 1417 дней]

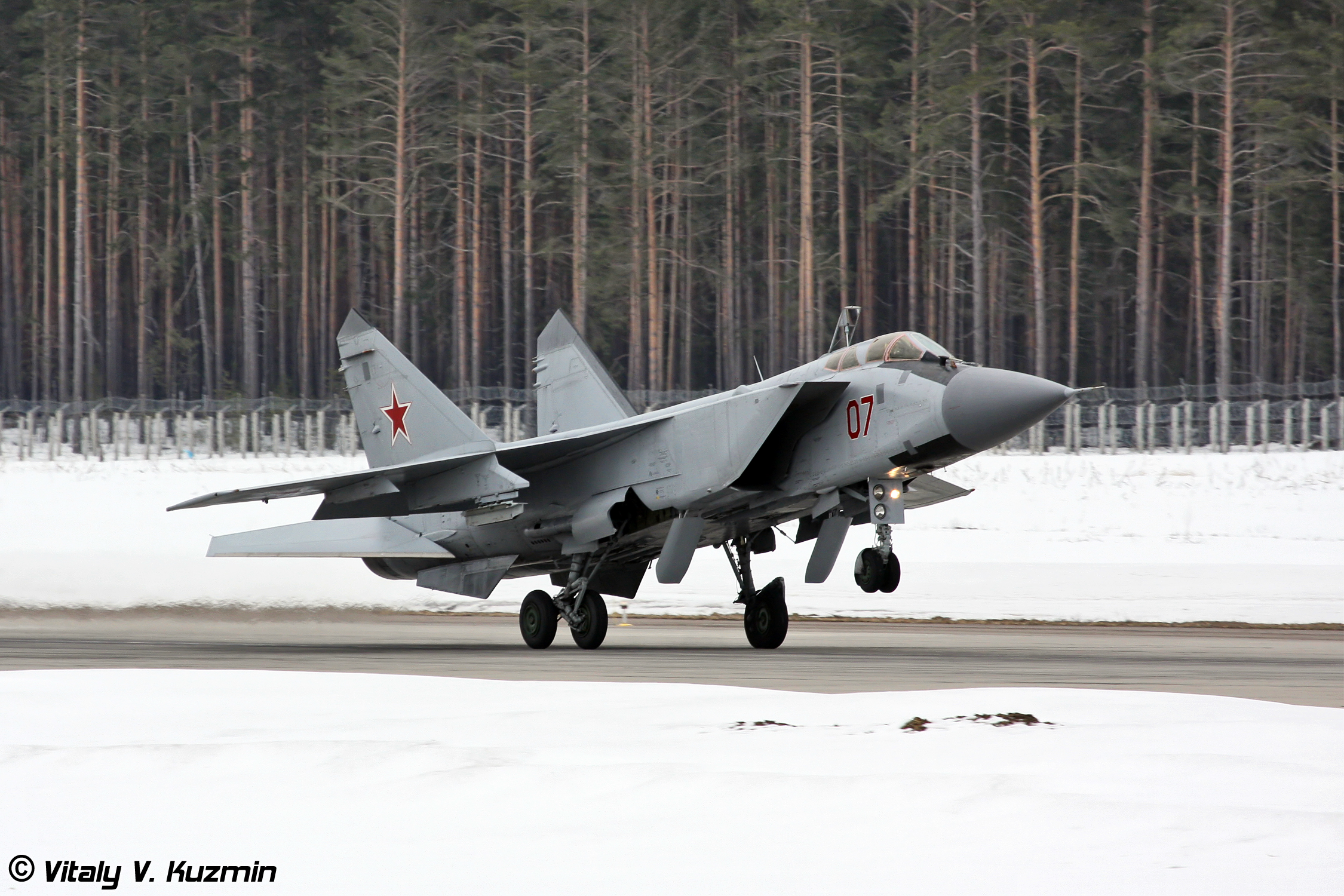
Взлёт МиГ-31 790-го иап.
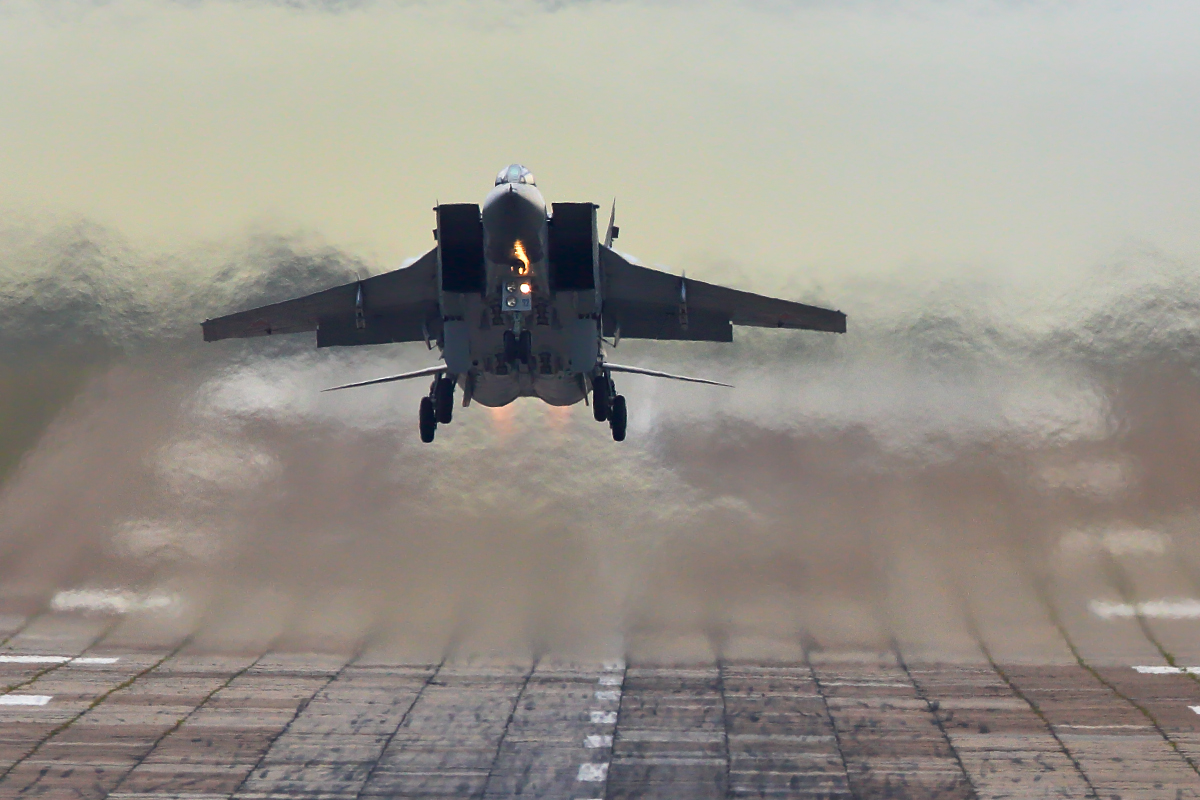
Взлёт МиГ-31 22-го иап.

## Эксплуатация

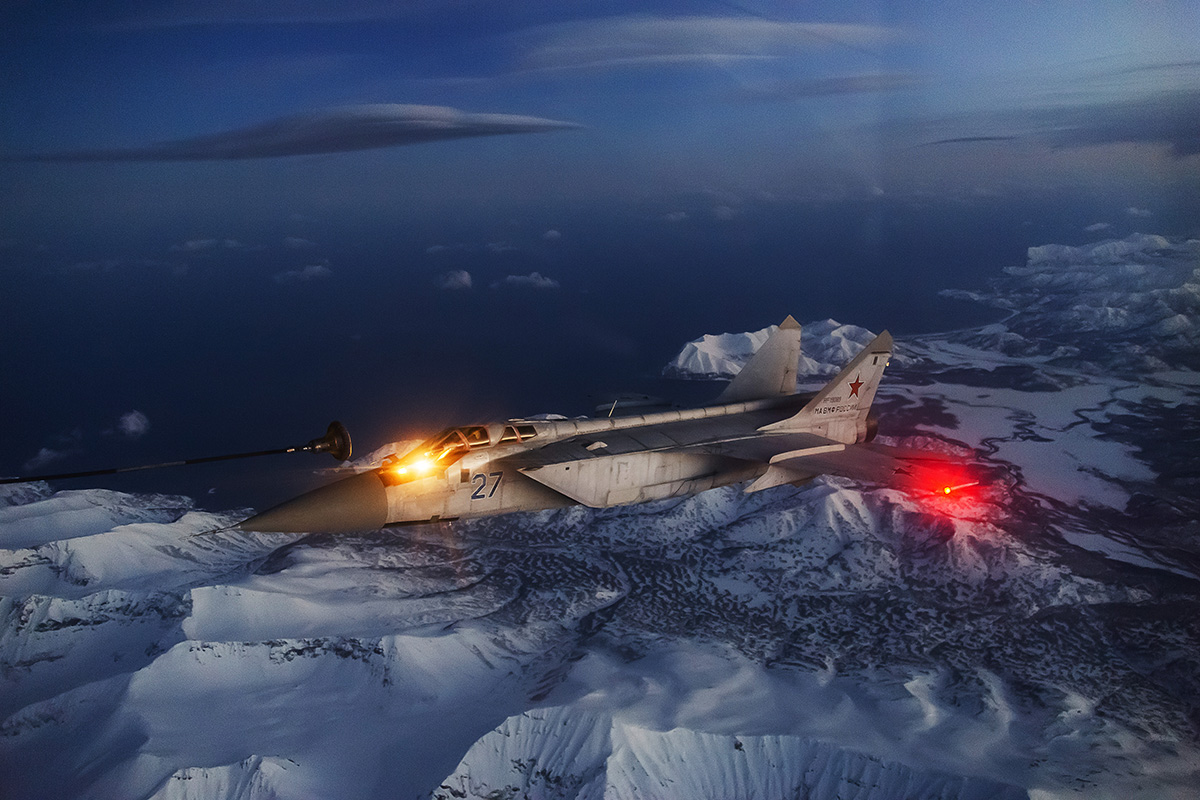
МиГ-31 ТОФ проводит воздушную заправку над Камчаткой во время учений по перехвату крылатых ракет

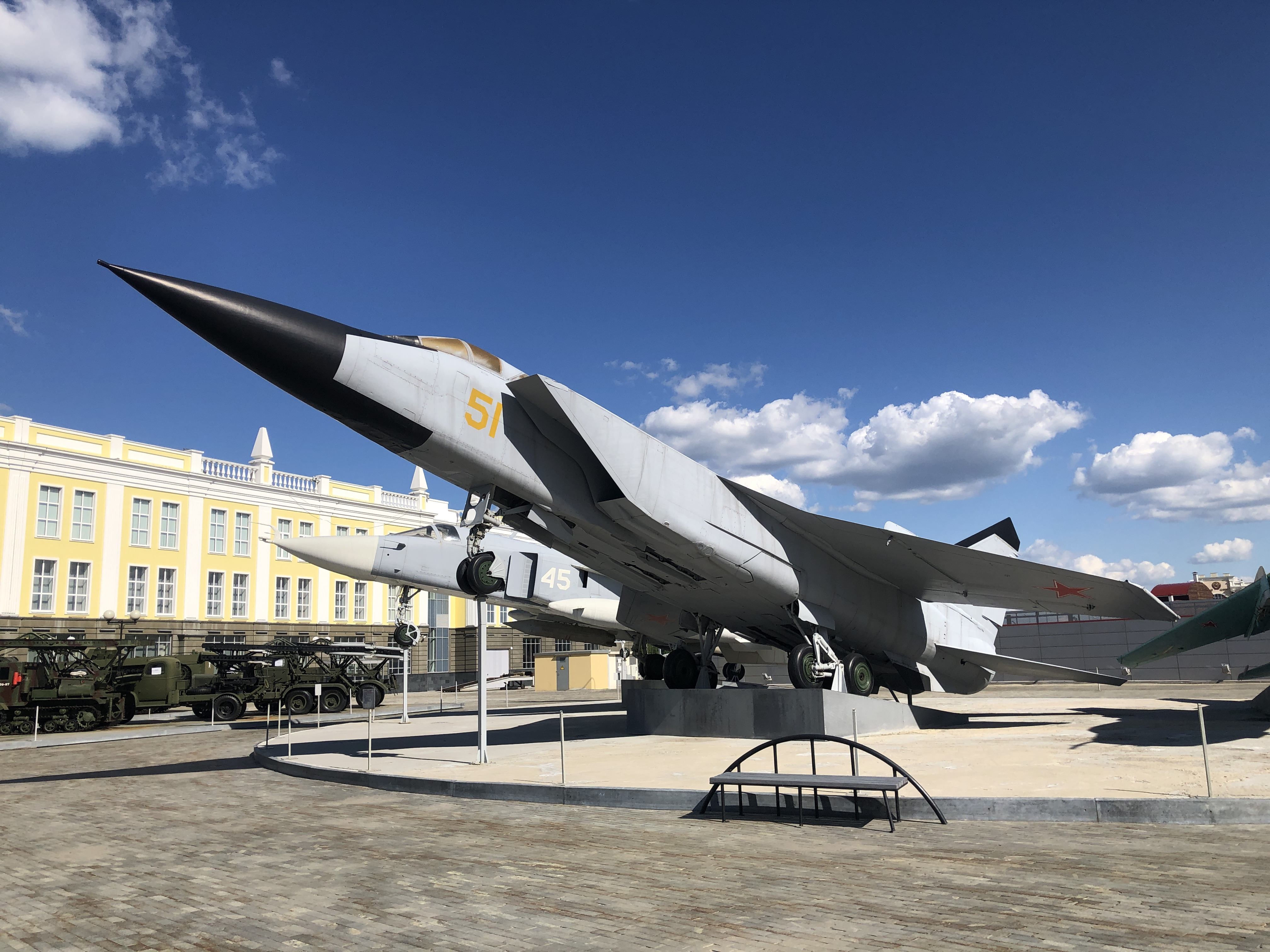
МиГ-31 в Музейном комплексе УГМК (г. Верхняя Пышма, Свердловская область)

Первые перехватчики начали поступать в Войска ПВО с 1980 года. В 1981 году началось производство МиГ-31 в Горьком. Первая серия состояла всего из двух самолётов, вторая — из трёх, третья — из шести. Все эти самолёты предназначались для проведения лётных испытаний. Новые перехватчики стали поступать на вооружение ПВО в 1983 году.
Первыми МиГ-31 получили 786-й ИАП, дислоцирующийся в Правдинске, и Центр боевого применения ПВО в Саваслейке. В частях ПВО МиГ-31 пришли на смену Су-15 и Ту-128. В сентябре 1984 года новые перехватчики заступили на боевое дежурство на Дальнем Востоке — на аэродроме Сокол (остров Сахалин).
Производство МиГ-31 было свёрнуто в 1994 году. К концу 1994 года построено более 500 самолётов МиГ-31 и МиГ-31Б.
Во время 2-й чеченской войны МиГ-31 и самолёты ДРЛО А-50 контролировали воздушное пространство Чеченской Республики.
В апреле 2013 года на парламентских слушаниях в Госдуме РФ командующий ВВС РФ генерал Виктор Бондарев заявлял о том, что МиГ-31, который раньше выдавал скорость до 2,83М, не разгоняется и до 1,5М из-за проблем с надёжностью стекла фонаря кабины, поскольку такое стекло сегодня в России уже не производится. Также он заявил, что элементная база бортовой электроники МиГ-31 базируется на технологиях 1970-х годов и не поддаётся модернизации, «полностью устарела, программы поменять невозможно». Самолёты хранятся на открытом воздухе, идёт «вспухание машин, и так далее, и тому подобное».
На данный момент производится модернизация состоящих на вооружении самолётов до версии МиГ-31БМ, первые два поступили в войска в 2008 году.
В 2008 году завершён первый этап ГСИ МиГ-31БМ, продолжается второй.
По словам Зелина, 30—40 МиГ-31 в модификациях ДЗ и БС в составе также останутся. Остальные МиГ-31 (около 150 шт.) планируют списать.
Генеральный директор «МиГ» Сергей Коротков заявил, что до 2011 года Минобороны не только не заказывало новые самолёты, но даже не покупало запчасти к машинам, находящимся в эксплуатации.
В 2011 году с ОАО «Сокол» был подписан первый контракт на модернизацию МиГ-31 в МиГ-31БМ более 50 самолётов. Планировалось исполнить контракт до 2019 года. В 2014 году было передано в войска 18 самолётов по этому контракту.
8 августа 2014 года, во время посещения нижегородского авиастроительного завода «Сокол», вице-премьер Дмитрий Рогозин предложил возобновить производство истребителя.
В ноябре 2014 года МО России заключило с ОАО «Объединенная авиастроительная корпорация» второй контракт на модернизацию более 50 МиГ-31 в МиГ-31БМ, сумма контракта более 30 млрд.
рублей. Планировалось исполнить контракт до 2018 года Модернизацией перехватчиков займутся РСК «МиГ», нижегородский завод «Сокол» и петербургский Научно-технический центр «Заслон».
В начале 2019 года стало известно, что Минобороны РФ подписало третий контракт на модернизацию партии истребителей-перехватчиков до МиГ-31БМ. По заверениям президента ОАК Юрия Слюсаря, весь парк МиГ-31 модернизируют к 2023 году.

### Аварии и катастрофы

#### 1970-е годы
- 20 сентября 1979 года на аэродроме Ахтубинск, ГК НИИ ВВС, пожар двигателей из-за утечки топлива. Экипаж (пилот Пётр Остапенко и штурман Леонид Попов) успешно катапультировался. Самолёт полностью разрушен.
- Осень 1979 года на аэродроме Горький, ПВО СССР, отказ обоих двигателей из-за заклинивания и дефекта топливной системы. Экипаж (пилот Валерий Меницкий и штурман Виктор Рындин) совершил аварийную посадку.

#### 1980-е годы
- 1983 год — бортовой номер 19 Правдинского полка (аэродром Котлас), пожар двигателя, экипаж катапультировался. Причина — отказ насоса-регулятора НР-3048 из-за конструктивно-производственного недостатка. В дальнейшем выполнены ряд доработок.
- 4 апреля 1984 года на аэродроме ЛИИ (Раменское), ОКБ А. И. Микояна, первая версия — отказ системы сигнализации выработки топлива из баков. Вторая версия — разрушение межвального подшипника и разнос двигателя, приведший к нарушению управления самолётом, а затем и взрыву самолёта в воздухе. Экипаж (командир экипажа заслуженный лётчик-испытатель СССР, Герой Советского Союза генерал-майор авиации Александр Федотов и штурман Валерий Зайцев) погиб.
- В 1984 году на аэродроме Сокол на Сахалине, две аварии. В первой экипаж погиб, во второй — успешно катапультировался над аэродромом[63][64].
- В 1986 году 174-й ГвИАП (аэр. базирования Мончегорск), пожар двигателя. Экипаж катапультировался, оба летчика живы.
- 22 июля 1987 год на аэродроме Комсомольский, 763-й иап, в стратосфере отказ с последующим пожаром двигателя, взрыв бака, отказ управления. Экипаж катапультировался.
- 8 августа 1988 года на Кольском полуострове, 174-й ГвИАП, пожар во время полёта над морем. Самолёт успешно посажен на аэродром.
- 20 декабря 1988 года на аэродроме Семипалатинск, 356-й иаап, ошибка пилота во время выполнения учебного полёта — не хватило высоты для вывода самолёта из пикирования. Экипаж погиб.
- 11 января 1989 года на аэродроме Громово, 180-й гв. иап, ложное срабатывание датчика «пожар левого двигателя», неудачная посадка на одном двигателе в сложных метеоусловиях. Экипаж погиб[65].
- В марте 1989 года в Архангельской области (аэр. базирования Амдерма) потерпел катастрофу МиГ-31, экипаж погиб.
- В июне 1989 года в Архангельской области (аэр. базирования Амдерма) авария МиГ-31. Экипаж катапультировался, оба лётчика живы.

#### 1990-е годы
- 26 сентября 1990 года 174-й ГвИАП Мончегорск, МиГ-31 бортовой № 40, после взлёта, произошла катастрофа, экипаж погиб.
- 30 сентября 1990 года 148-й ЦБП и ПЛС авиации ПВО (с. Саваслейка). Экипаж готовился к показательному выступлению на день города в Горьком. На Миг-31 при взлёте с резким разворотом влево экипаж совершил ошибку пилотирования, превысив угол атаки. Самолёт потерял устойчивость и, вращаясь по осевой линии влево, упал в 300—400 метрах слева от полосы в лес. Штурман Субботин успешно катапультировался, траектория кресла была параллельна земле. Командир корабля Шаповалов катапультировался в положении головой к земле и погиб. Катапультное кресло с пилотом врезалось в берёзу.
- 30 октября 1990 года 148-й ЦБП и ПЛС авиации ПВО (с. Саваслейка), на Миг-31 во время набора высоты после взлёта примерно через минуту полёта произошёл пожар. Экипаж благополучно катапультировался. Оба пилота приземлились на деревья и получили травмы при падении на землю после освобождения из подвесной системы.
- 10 января 1992 года при взлёте с аэродрома Елизово на самолёте МиГ-31 865-го иап для выполнения упражнения № 305 КБП Авиации ПВО ИДД-86 «Контрольный полёт для проверки боевого применения» после отрыва самолёт стал энергично крениться вправо и упал в 155 метрах от оси ВПП. Штурман успел катапультироваться, получил тяжёлую травму позвоночника. Командир экипажа катапультировался на высоте около 5 метров при крене 183° и погиб. Причина происшествия — разнотяг двигателей на взлёте из-за дефекта пайки электроцепи, скоротечность развития ситуации.
- май 1995 год, аэродром Комсомольск-на-Амуре (экипаж с аэродрома Сокол п/п-к Темирканов — м-р Рябых). Через 2 минуты после взлёта пожар двигателя. Экипаж пытался произвести посадку с одним двигателем. По команде РП экипаж катапультировался.
- 6 сентября 1995 год на аэродроме Котлас, сваливание после пуска. Экипаж катапультировался.
- 12 июля 1996 год на аэродроме Комсомольский, 763-й иап, заход на посадку с имитацией отказа двигателя, перелёт, при уходе на второй круг — столкновение с АТУ. Лётчик погиб при катапультировании.
- 16 июля 1996 год на аэродроме Хотилово (аэр. базирования Громово), самовыключение обоих форсажей на взлёте. Столкновение с препятствием при выкатывании с ВПП. Экипаж погиб.
- 15 августа 1996 год на аэродроме Комсомольский, 763-й иап, потеря контроля за высотой. Катапультирование произошло в момент столкновения. Лётчик погиб.
- 26 сентября 1997 год. п. Борисовский (Вышневолоцкий район Тверской области). 790 ИАП (авиабаза ПВО Хотилово) п/полковник Кургузов С. В., зам. ком. иап по ЛП, 1 класс, (инструктор); майор Мугинов Р. К., зам. командира иап по ВР, 2 класс. В 19 часов 11 минут московского времени произошло возгорание правого двигателя. Несмотря на все предпринятые меры, потушить пожар на борту не удалось. В 19 часов 17 минут экипаж катапультировался и через 30 минут был эвакуирован поисково-спасательной службой. Горящий самолёт упал в лесисто-болотистой местности в районе аэродрома, никому не причинив вреда. Оба пилота успешно катапультировались.

#### 2000-е годы
- 5 апреля 2000 года на аэродроме Котлас потерпел катастрофу МиГ-31. Один лётчик погиб[66].
- 28 февраля 2001 года самолёт МиГ-31 ВВС Северного флота совершил вынужденную посадку на аэродроме Мончегорск из-за пожара двигателя. Пожар возник через 4 минуты после взлёта с полной заправкой. Экипаж принял решение к немедленной посадке. Выполнил все действия по тушению пожара. Посадка выполнена с предельным посадочным весом из-за невозможности слить топливо из-за пожара. Длины ВПП самолёту для торможения не хватило, он выкатился за пределы ВПП и был остановлен сеткой АТУ. После остановки самолёта наблюдались языки пламени пожара правого двигателя. Экипаж покинул самолёт. Командир экипажа получил незначительные порезы рук при разрезании натянутых фал-строп АТУ, чтобы штурман мог открыть фонарь кабины, зажатый фал-стропами. Огонь был потушен пожарным расчётом. Самолёт получил серьёзные повреждения и в последующем был списан. Экипаж (гвардии подполковник М. Сатановский и гвардии майор В. Овченков) признаны комиссией невиновными[67] и продолжили летать.
- 14 октября 2003 года самолёт МиГ-31 потерпел аварию в 14.54 по московскому времени в районе посёлка Боровая Старицкого района Тверской области. Жертв нет[68].
- 1 июня 2005 года самолёт МиГ-31 в Тверской области сошёл с полосы из-за разрушения тележки стойки шасси и в результате пожара сгорел. Экипаж при сходе принял решение на катапультирование и катапультировался, когда самолёт уже остановился, то есть высота 0 метров и скорость 0 км/ч, небольшой крен в сторону сломанного шасси. Командир экипажа не пострадал, штурман получил перелом ноги при приземлении. Действия лётчиков признаны грамотными, разрушение тележки произошло из-за КПН. В дальнейшем лётчики продолжили летать.
- 16 февраля 2007 года в Казахстане разбился МиГ-31. Экипаж (командир корабля капитан Федотов Д. С. и штурман-лётчик майор Леонтьев А. А.[69]) погиб.
- 11 апреля 2008 года серьёзное авиационное происшествие: на 21-й минуте полёта, на высоте 16 213 м и истинной скорости 2414 км/ч произошёл срыв откидной части фонаря первой кабины, в которой находился подполковник Козицкий К. Н., и разгерметизация обеих кабин самолёта МиГ-31. Экипаж предпринял действия к снижению скорости и высоты в условиях крайне низких температур (ниже −55 градусов по Цельсию), а затем совершил благополучную посадку на аэродроме. За проявленное мужество и высокий профессионализм экипаж в составе подполковников Владимира Приходько и Константина Козицкого был представлен к государственным наградам[70][71].
- 12 ноября 2008 года в Казахстане самолёт МиГ-31 произвёл аварийную посадку с повреждением стойки шасси[72].

#### 2010-е годы
- 10 марта 2010 года на аэродроме Котлас (Савватия) (Архангельская область) при посадке выкатился на боковую полосу безопасности и перевернулся истребитель МиГ-31. Во время аварии лётчик и штурман получили травмы[73]. Самолёт разрушен, сумма ущерба составила 86 миллионов рублей[74].
- 19 ноября 2010 года взлетевший с аэродрома без боевой нагрузки МиГ-31, предположительно из-за технической неисправности, вошёл в штопор и потерпел катастрофу в 13.06 в 60 км к северо-востоку от места взлёта (Чусовской район Пермского края). Экипаж катапультировался[75].
- 6 сентября 2011 года в районе аэродрома Большое Савино (Пермский край) через несколько минут после взлёта потерпел катастрофу МиГ-31[76]. Члены экипажа: командир корабля — лётчик 1-го класса подполковник С. Ю. Столпянский и штурман 1-го класса майор А. В. Горбачёв погибли[77].
- 23 апреля 2013 года около 22 часов 45 минут в районе села Просторное Шетского района Карагандинской области во время проведения учебно-тренировочного полёта потерпел катастрофу МиГ-31 бортовой номер 02 под управлением полковника Едигеева М. О. (командир авиабазы) и штурмана майора Галимзянова Р. Р. (его заместитель)[78]. Причиной катастрофы по предварительной версии стал отказ техники. Экипаж в составе двух человек успел катапультироваться. Командир корабля полковник Марат Едигеев погиб. На месте катастрофы работает комиссия Минобороны Казахстана (на 24 апреля 2013)[79].
- 14 декабря 2013 года в Приморском крае в 26 километрах от авиабазы Центральная Угловая под Владивостоком потерпел аварию МиГ-31ДЗ. Экипаж в составе двух человек успел катапультироваться[80].
- 4 сентября 2014 года под Армавиром в ходе учебно-тренировочного полёта МиГ-31БМ из 712-го гв. иап произошёл невыпуск стойки шасси. Выполняя правила РЛЭ, оба пилота катапультировались[81][82][83][84].
- 30 октября 2015 года в 18.38 МСК в Камчатском крае в ходе учебно-тренировочного полёта после вылета с аэродрома Ключи на аэродром базирования в сложных метеоусловиях пропал МиГ-31[85]. Самолёт разбился, оба пилота катапультировались[86].
- 25 января 2016 года МиГ-31 разбился в Красноярском крае. Самолёт выполнял учебный полёт в 40 километрах к северо-западу от города Канск. Пилоты катапультировались[87].
- 26 апреля 2017 года МиГ-31 разбился в Бурятии в районе полигона Телемба. Оба пилота катапультировались[88].
- 18 мая 2018 года МиГ-31 загорелся через 300 метров после начала разбега в аэропорту «Большое Савино». Оба пилота спаслись[89].
- 19 сентября 2018 года МиГ-31, выполнявший полёт без боекомплекта, упал в лесном массиве близ города Кулебаки Нижегородской области. Оба пилота катапультировались[90].

#### 2020-е годы
- 16 апреля 2020 года МиГ-31, разбился в районе аэропорта г. Караганда летчики Гаврилко И. В. и штурман Курмангалиев А. С. успели катапультироваться.
- 29 января 2022 года МиГ-31 в Новгородской области во время взлёта выкатится за пределы полосы и частично разрушился. Лётчик не пострадал.
- 8 апреля 2022 Миг-31 потерпел крушение в Ленинградской области. Экипаж катапультировался. Самолёт упал в безлюдном месте, разрушений на земле нет. По предварительной информации, причиной происшествия могла стать техническая неисправность[91].
- 1 октября 2022 МиГ-31 с полным боекомплектом во время взлёта на аэродроме Бельбек выкатился за пределы полосы и разбился упав со склона. Начался пожар, сдетонировал боекомплект, самолёт взорвался, один из летчиков погиб[92][93].
- 2 декабря 2022 Миг-31 разбился в Надеждинском районе Приморского края, сразу после вылета, во время выполнения планового учебно-тренировочного полета. Экипаж катапультировался. Самолёт упал в лесном массиве недалеко от села Алексеевка, разрушений на земле нет[94][95].
- 26 апреля 2023 МиГ-31 (предположительно модификации МиГ-31БМ из состава 98 ОСАП) загорелся в воздухе и упал в озеро в посёлке Риж-Губа в районе Мончегорска (Мурманская область). Лётчики катапультировались[96].
- 4 июля 2023 МиГ-31 из состава Тихоокеанского флота потерпел крушение при выполнении планового учебного полета в Камчатском крае над акваторией Авачинского залива.[97]

## Боевое применение
В ноябре 2016 года Авиационная группа ВВС России в Сирии была усилена истребителями МиГ-31. По официальному заявлению представителя Минобороны, они будут использоваться для прикрытия базы Хмеймим, а также для управления действиями авиации, частично заменяя собой самолёты дальнего радиолокационного обнаружения и управления А-50.
В середине марта 2022 года, в ходе вторжения России на Украину, российские военные применили ракету «Кинжал», вероятно, с МиГ-31К, предположительно по складу боеприпасов на западе Украины, что стало первым боевым применением данного комплекса. Также зафиксировано использование МиГ-31БМ с ракетами Р-37, минимум один раз зафиксировано применение Х-31П, один российский МиГ-31 был списан в результате небоевой аварии в Крыму. Согласно спутниковым фотографиям компании Maxar, два МиГ-31 были уничтожены на аэродроме Бельбек в результате ракетного удара 15 мая 2024 года.

## Музейные экземпляры
| Бортовой номер    | Местонахождение                                                                        | Изображение |
| ----------------- | -------------------------------------------------------------------------------------- | ----------- |
| 31                | Самолёт-памятник в п. Хвойный (Санкт-Петербург)                                        |             |
| 12                | Самолёт-памятник в п. Талажский авиагородок (Архангельск)                              |             |
| 42                | Самолёт-памятник в г. Полярный (Мурманская область)                                    | фото        |
| 02                | Музейный экспонат в г. Североморск (Мурманская область)                                | фото        |
| 08                | Музейный экспонат в пгт Сафоново (Мурманская область)                                  |             |
| 89                | Самолёт-памятник возле центральных проходных ОДК-Авиадвигатель в г. Пермь              | фото        |
| 202               | Экспонат в Центральном музее Военно-воздушных сил РФ в пгт Монино (Московская область) | фото        |
| 31                | Самолёт-памятник около СПбГУГА, Авиагородок, ул. Пилотов д.38 (Санкт-Петербург)        |             |
| 51                | Музейный экспонат в Музейном комплексе УГМК (г. Верхняя Пышма, Свердловская область)   | фото        |
| 17                | Парк Победы в Саратове                                                                 |             |
| 19 (ранее был 15) | Парк Патриот в городе Кубинка                                                          |             |
| 96                | Центральный музей Военно-воздушных сил в Монино                                        |             |
| 202               | Центральный музей Военно-воздушных сил в Монино                                        |             |
| 20                | Парковый комплекс истории техники имени К. Г. Сахарова в Тольятти                      |             |
| 23                | Музей ВВС и ПВО г. Новосибирск                                                         |             |
| 97                | В музее под открытым небом аэродрома Караишево                                         |             |
| 70                | В музее военно-воздушных сил Северного флота г. Сафоново                               |             |
| 99                | Аэроклуб «Аэродром Средняя Ахтуба»                                                     |             |
|                   | Красная Поляна г. Армавир                                                              |             |

## Изображения

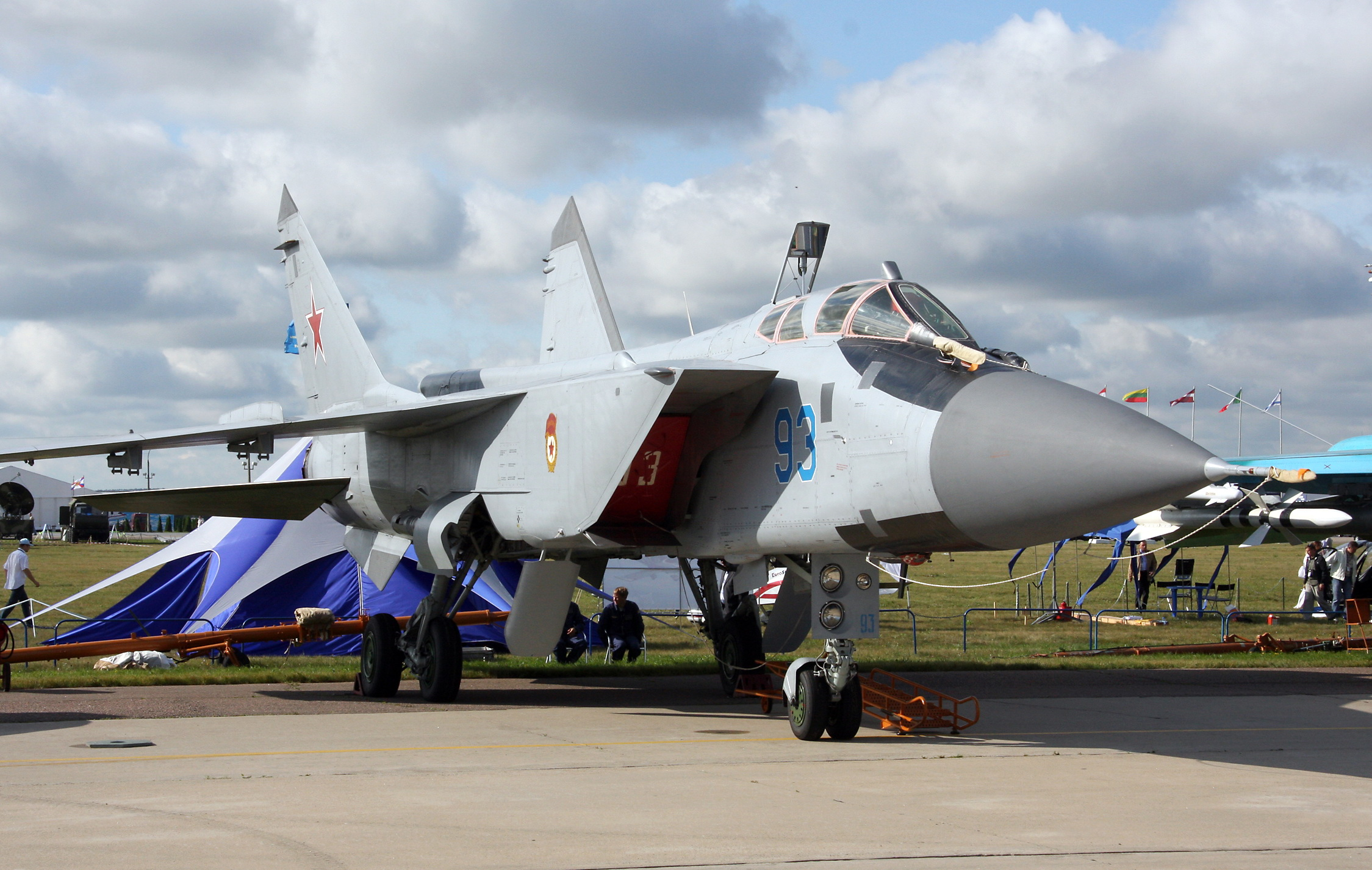
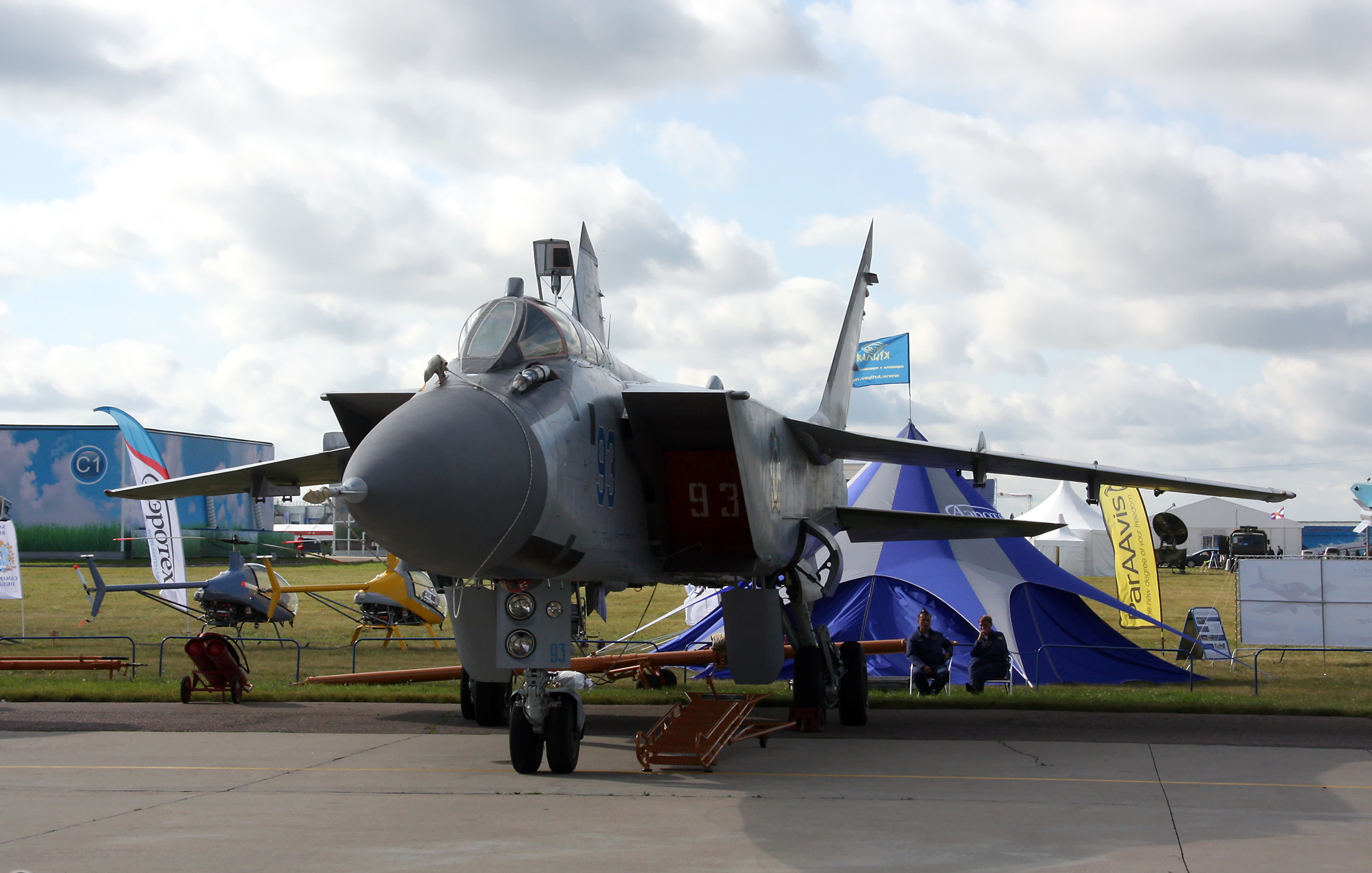
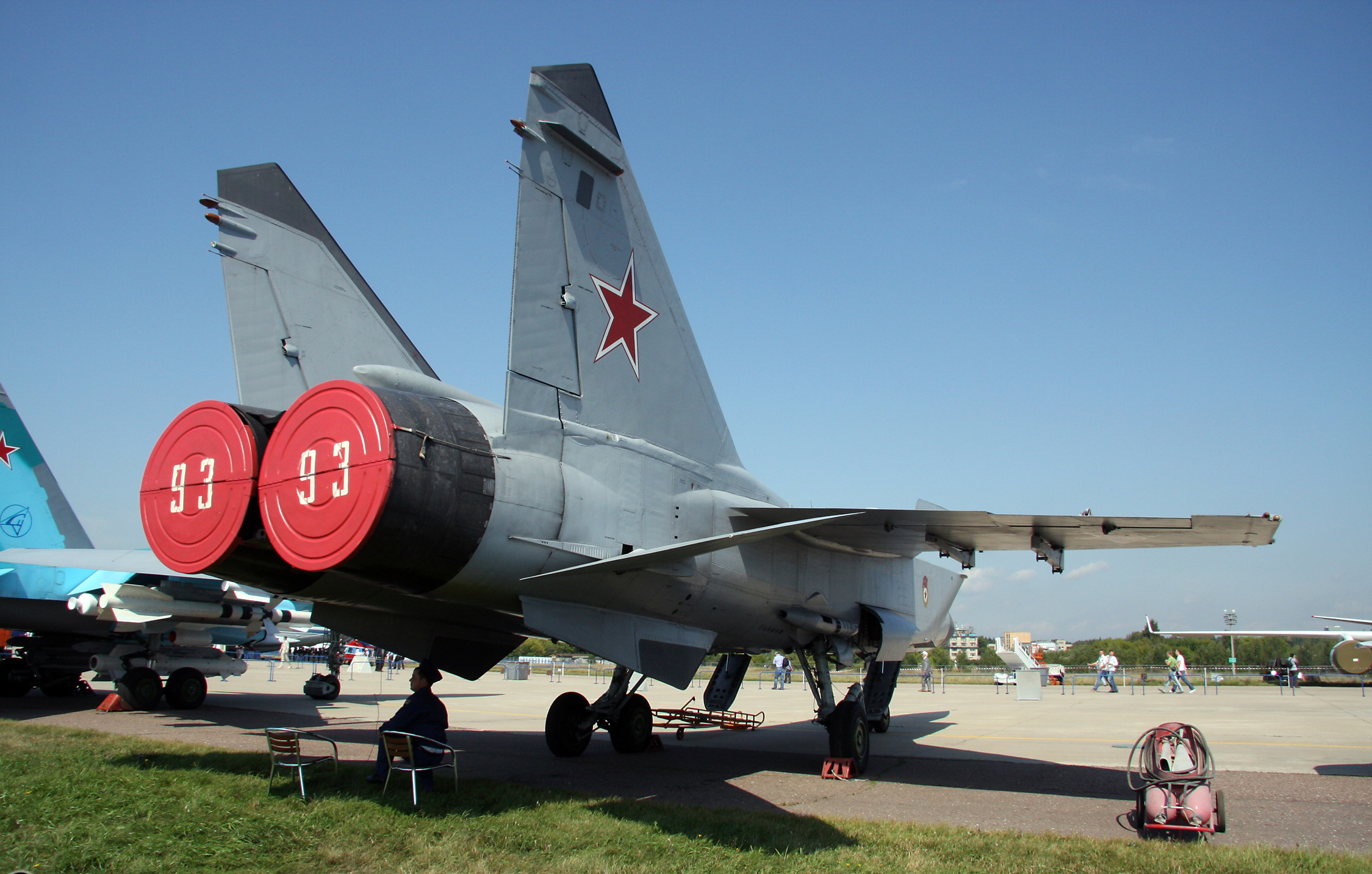
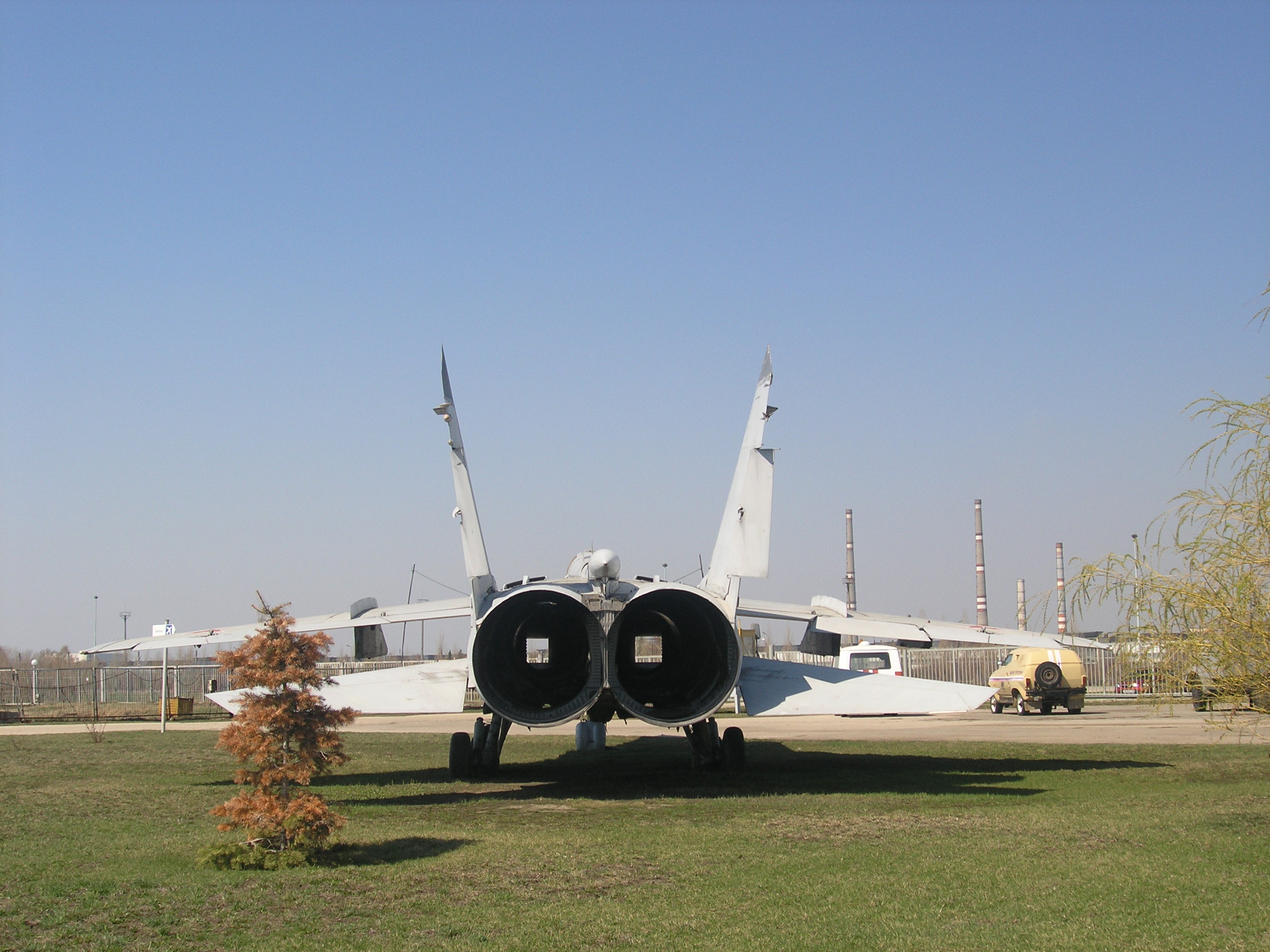
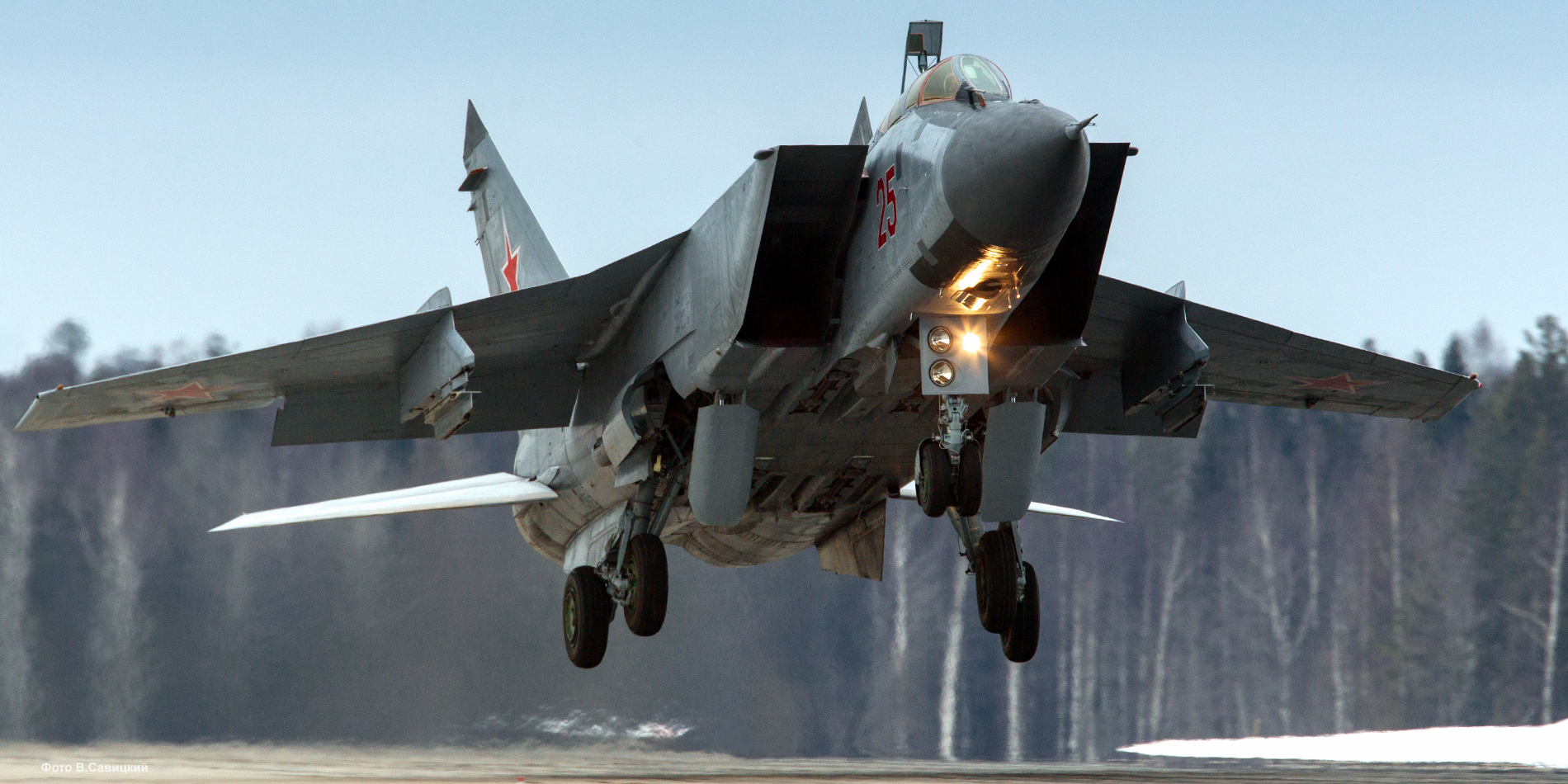
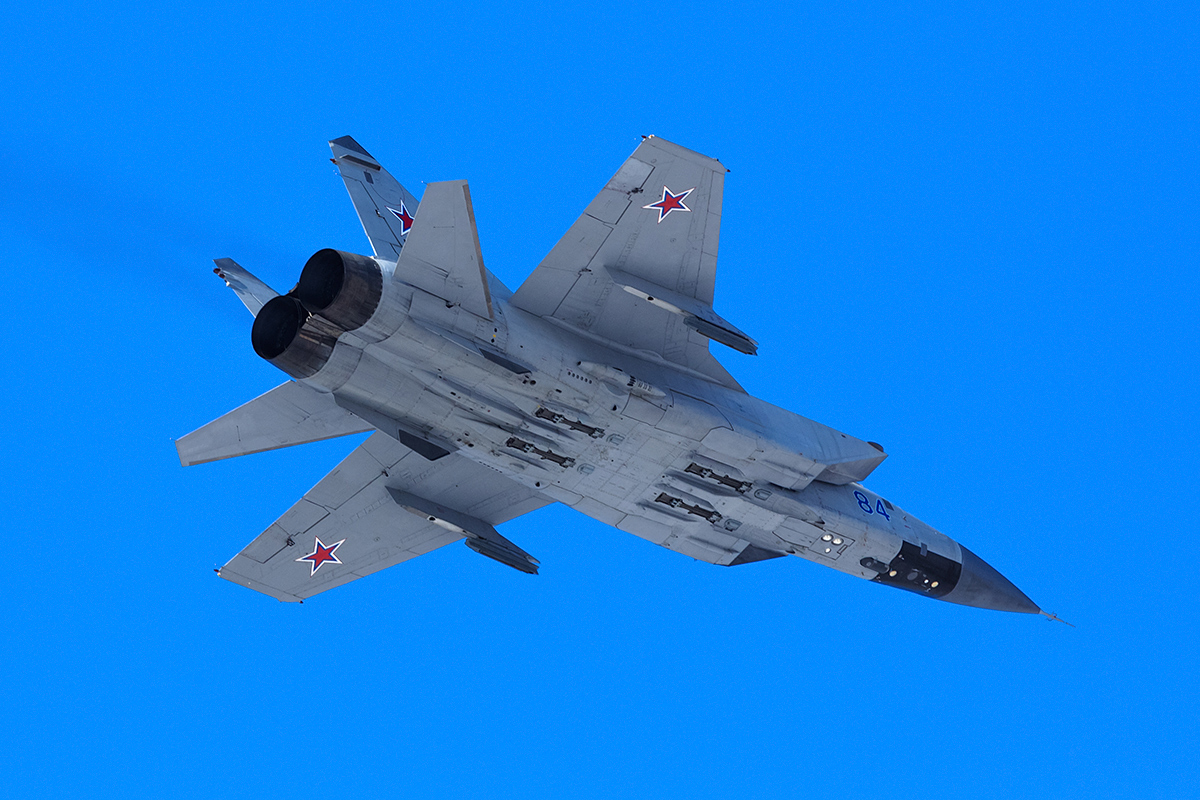
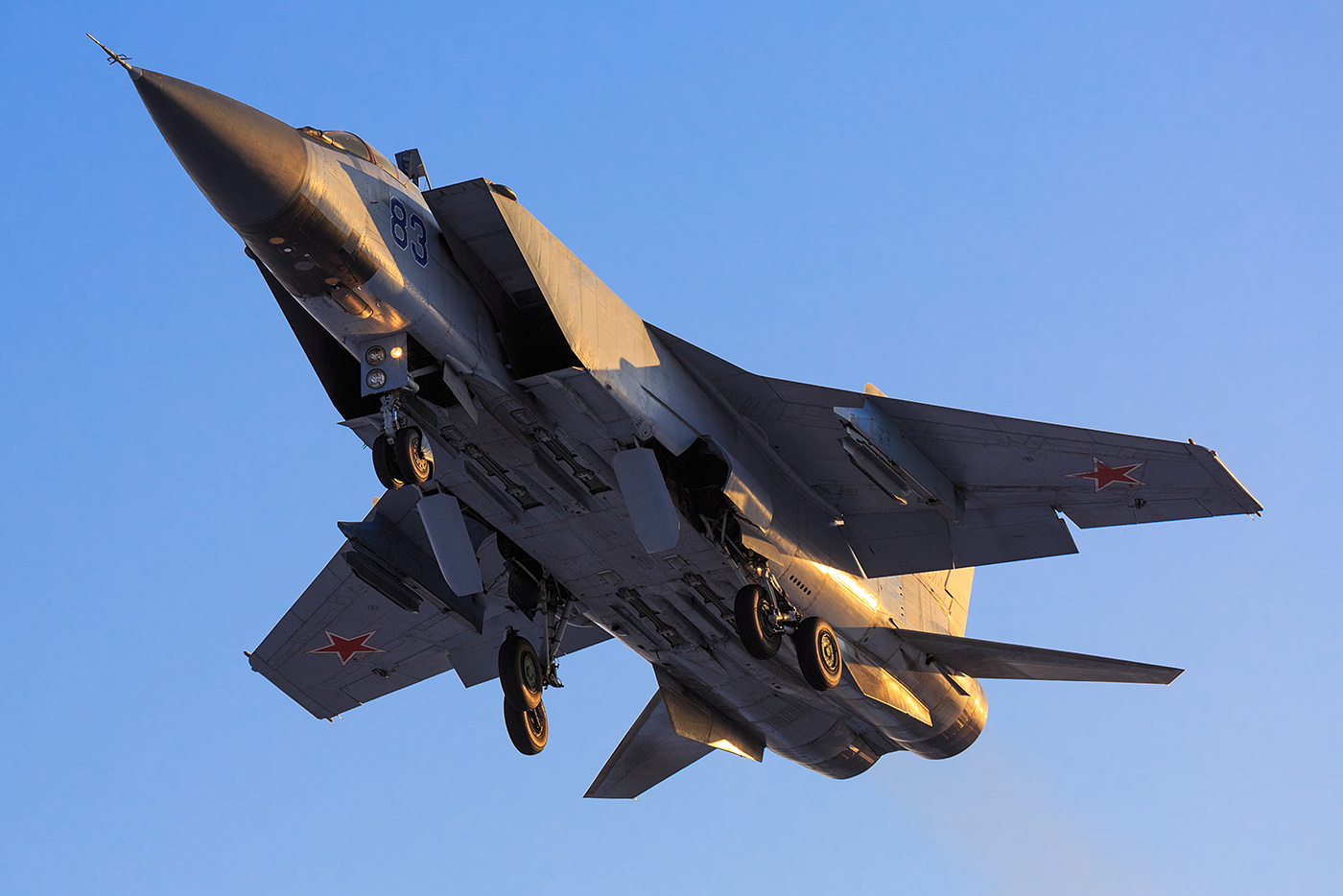
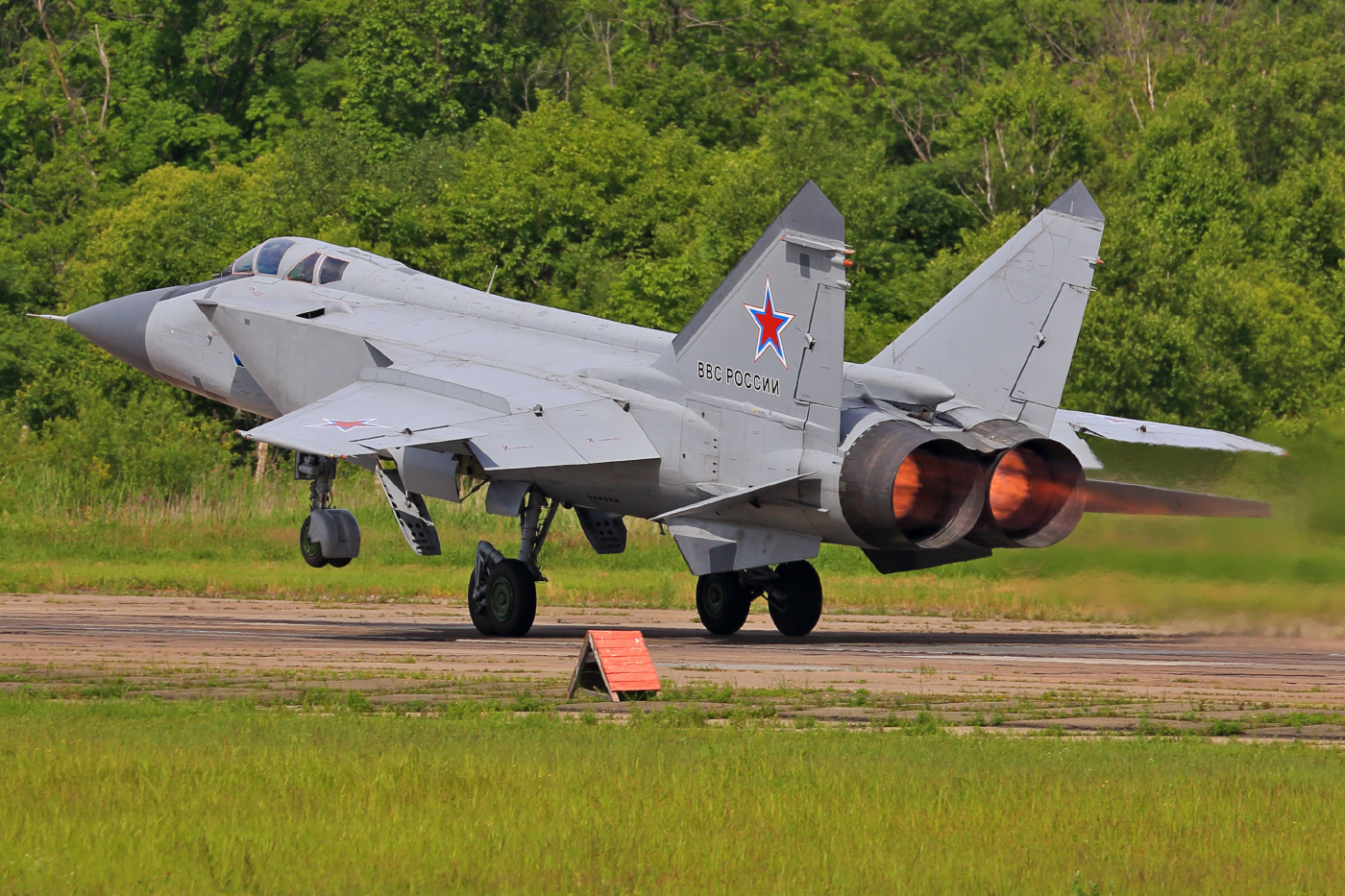
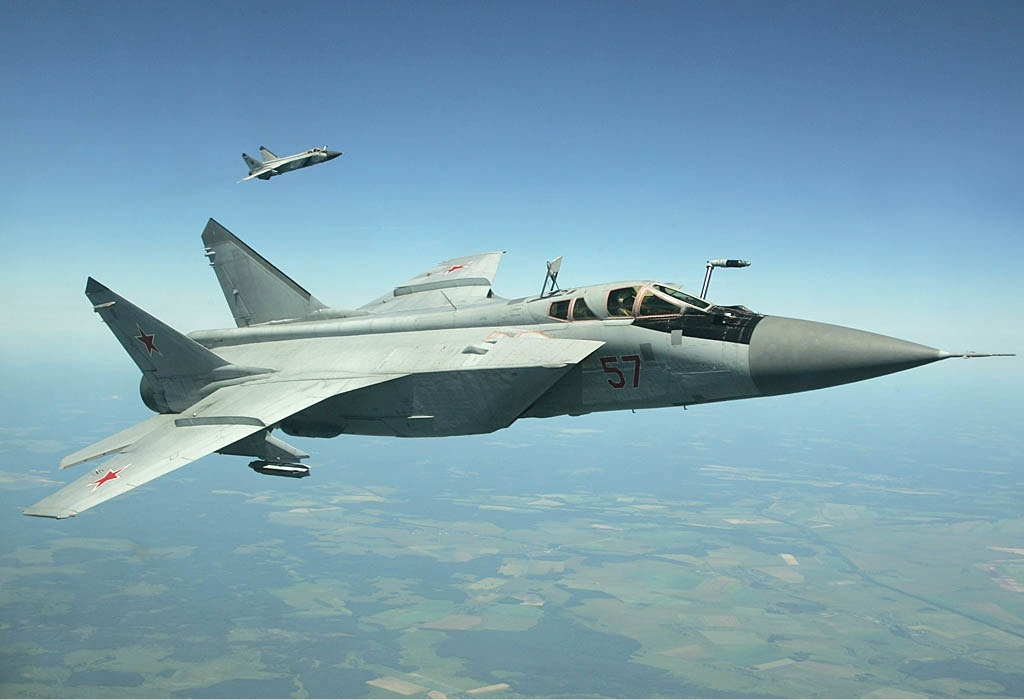
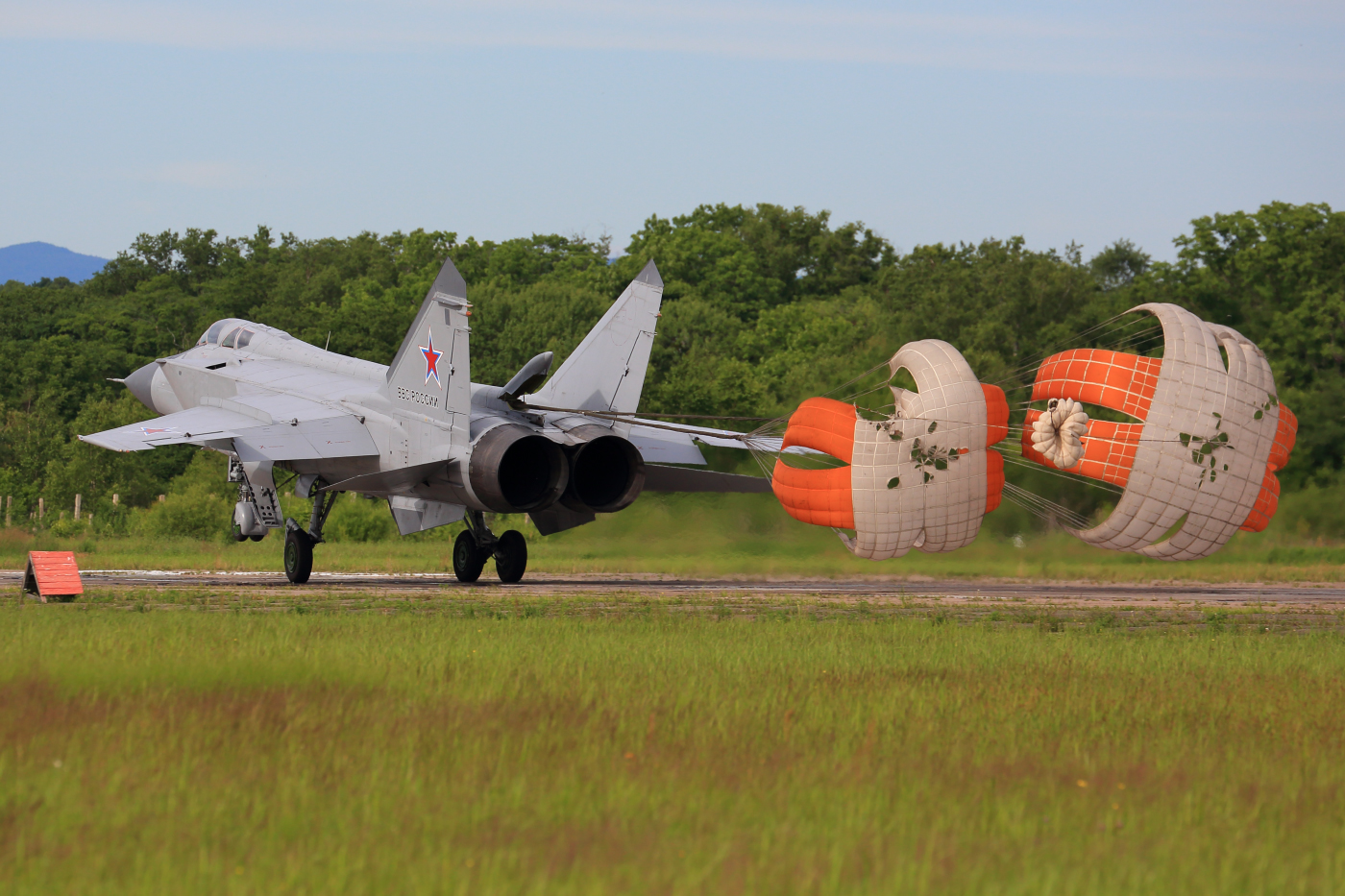
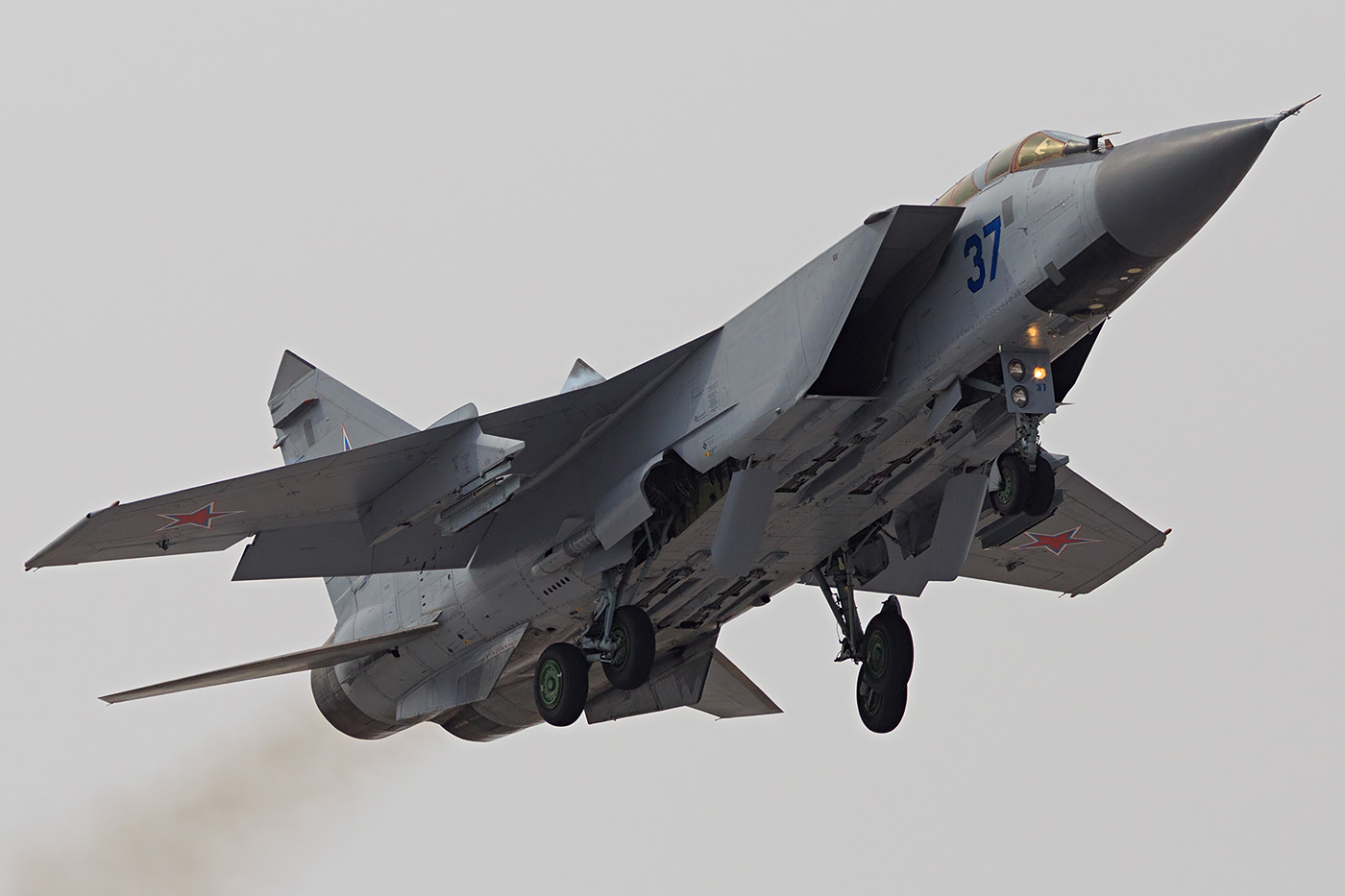
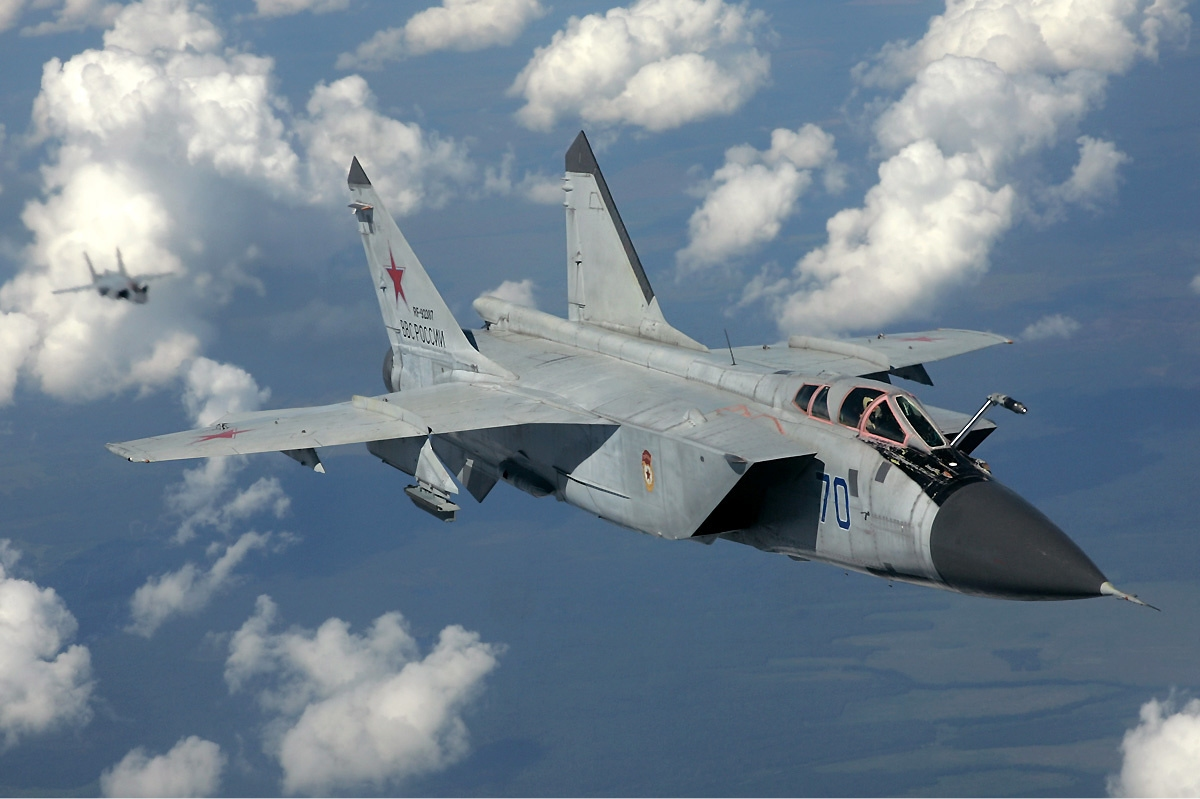

МиГ-31БМ на МАКС-2009:

## В кинематографе
Советский истребитель под названием МиГ-31 «Firefox» фигурирует в американском кинофильме «Огненный лис» 1982 г., снятом по одноимённому роману Крэйга Томаса (впрочем, от настоящего МиГа-31 там только название, внешний облик совершенно иной). МиГ-31 фигурирует в кинофильмах «Перехватчики-2» и «Эпоха: Эволюция», а также был заснят в фильме «Три процента риска» с Кириллом Лавровым в главной роли.